# Спорт в Израиле
Спорт в Израиле
Спорт в Израиле является важной составной частью общественной культуры. Это признаётся на административном уровне: Управление по делам спорта включено в Министерство науки, культуры и спорта Израиля. Среди достижений израильских спортсменов — победы на мировых и континентальных первенствах и Кубках по баскетболу, дзюдо, парусному спорту и шахматам. Выступления ведущих спортсменов и команд транслируются центральными каналами израильского телевидения. Израиль является межгосударственным центром еврейского спорта: с 1932 года, то есть за два десятилетия до вступления Национального Олимпийского комитета Израиля в МОК, в стране проводятся «еврейские Олимпийские игры» — Маккабиада.

## Евреи и спорт
Исторически в еврейской культуре сложилось негативное отношение к спортивным соревнованиям. Евреи не участвовали в Олимпийских и других спортивных играх древности, так как это было сопряжено с приношением даров языческим богам. Отрицательное отношение к спортивным состязаниям усилилось после того, как еврейский народ оказался под властью эллинистической династии Селевкидов, среди прочего насаждавшей культ человеческого тела и спорта. В период римского владычества царь Ирод возвёл в Иудее ряд спортивных арен для гладиаторских боёв и спортивных состязаний, но общего отношения это не изменило. Отношение к спорту как к эллинистической ереси до сих пор сохранилось среди части ультраортодоксальных евреев.
Отношение евреев к спорту стало меняться в Средние века. Маймонид, в частности, озвучил аналогичную античной точку зрения о том, что лишь здоровое тело может быть пристанищем здоровой души. В первой половине двадцатого века среди приверженцев этой доктрины оказался и первый главный ашкеназский раввин Земли Израиля Авраам Ицхак Кук.
В XVIII веке, на заре развития современного спорта, появились известные спортсмены-евреи. Самым известным из них доктор Уриэль Симри называет Даниэля Мендосу, выходца из Португалии, бывшего лучшим боксёром Англии с 1792 по 1795 год, чьим поклонником был тогдашний принц Уэльский. В 1866 году первым профессиональным бейсболистом в США стал еврей Липман Пайк. Канадский еврей Луис Рубинштейн завоевал золотую медаль на неофициальном чемпионате мира по фигурному катанию в 1890 году.
В 1898 году доктор Макс Нордау выступил в Париже с речью о необходимости «иудаизма мускулов» (англ. muscle Judaism). В том же году в Берлине был создан еврейский гимнастический клуб «Бар-Кохва» (по утверждению самого Нордау, в ответ на его призыв). С 1911 года в Палестине и в Европе развилось Маккабианское движение и создаются еврейские спортивные общества и клубы.

## Спорт вишувe
Начало развития спорта в Эрец-Исраэль обычно относят к 1906 году, когда в Яффе и в Иерусалиме были открыты гимнастические общества. С 1908 года еврейские спортсмены участвовали в местных праздниках. Первые спортивные общества «Маккаби» на Земле Израиля были созданы в 1911 году в Яффе и Петах-Тикве. В 1924 году под эгидой Гистадрута было создано рабочее спортивное общество «Хапоэль». В это же время основано ассоциируемое с ревизионистским движением «Херут» спортобщество «Бейтар», а позже — ассоциируемое с национально-религиозным движением общество «Элицур». До Первой мировой войны внимание спортивных организаций концентрировалось на гимнастике и лёгкой атлетике, но после установления британского мандата повышенный интерес стал вызывать футбол. Первой национальной спортивной федерацией стала основанная в 1928 году «Палестинская футбольная ассоциация» (ивр. התאחדות ארצישראלית לכדורגל‎). Под её эгидой вначале были собраны не только еврейские команды, представлявшие общества «Маккаби» и «Хапоэль», но и арабские и британские команды. Футбольная сборная Палестины участвовала в отборочных играх чемпионатов мира по футболу 1934 и 1938 годов, а шахматная сборная — во всемирных шахматных олимпиадах. Женская спортивная делегация Палестины, в которую входили представительницы общества «Маккаби», была представлена на Четвёртых Всемирных женских играх в Лондоне в 1934 году.
Палестинский Олимпийский комитет был создан в 1933 году, но уже в 1932 году в мандатной Палестине состоялись первые Маккабианские игры, признанные Международным олимпийским комитетом; в них приняли участие 500 еврейских спортсменов из 23 стран. Вторые Маккабианские игры (1935 года) получили название «Маккабиада алии», так как большинство участников из Европы, в том числе все 350 членов болгарской делегации, предпочли остаться в Палестине ввиду растущего в Европе антисемитизма.
В 1939 году при Еврейском национальном совете (ивр. Ваад Леуми — ועד לאומי‎) был создан отдел физического воспитания, уже после создания Государства Израиль преобразованный в Управление по делам спорта.
Олимпийский комитет Израиля принят в МОК в 1952 году (первая заявка на членство в МОК, поданная в 1951 году, была отклонена); с 2013 года Израильский НОК возглавляет Игаль Карми. По политическим причинам Израиль, территориально относящийся к Азии, последовательно исключался из азиатских спортивных федераций и столь же последовательно становился членом федераций европейских. Попытка исключить Израиль из азиатских спортивных состязаний была предпринята уже в 1962 году на Четвёртых Азиатских играх, когда принимавшая игры Индонезия отказала в праве на участие Израилю и Тайваню, несмотря на возражения МОК и ряда международных спортивных федераций. В последний раз израильская сборная была допущена на Азиатские игры в 1974 году, когда соревнования проходили в Тегеране. В 1979 году исключение Израиля из числа стран-участниц чемпионата Азии по лёгкой атлетике привело к тому, что ИААФ временно отказала этому соревнованию в официальном статусе.

## Административные органы, спортивные ассоциации, поддержка и популяризация спорта
В 2006 году вопросы культуры и спорта в Израиле были переданы в ведение Министерства науки и технологий Израиля; в связи с этим его название было изменено на Министерство науки, культуры и спорта Израиля. В рамках министерства действует Управление по делам спорта (ивр. מינהל הספורט‎). Управление отвечает за развитие соревновательного спорта в Израиле и поддержку спорта для инвалидов, а также оказывает поддержку местным органам власти в организации спортивно-массовых мероприятий. Предполагаемый бюджет Управления по делам спорта на 2010 год — 81,831 миллиона новых шекелей (около 22 миллионов долларов США).
Значительные суммы на спорт выделяются из поступлений государственных лотерей и тотализаторов. Только в 1997 году более 45 миллионов долларов из доходов лотереи-тотализатора «Тото» были перечислены на нужды спорта, в основном футбола.
Главным центром подготовки израильских спортсменов (в особенности, членов Олимпийской сборной), тренеров, спортивных судей и преподавателей физкультуры является Институт имени Уингейта в Нетании, являющийся мировым лидером в области спортивной медицины.
В Израиле уделяется внимание спорту для инавалидов. Израильская спортивная ассоциация инвалидов проводит соревнования по баскетболу, теннису, бадминтону, волейболу, настольному теннису, стрельбе, конному спорту, плаванию и парусному спорту. В Израиле действуют две сети спортклубов для инвалидов: «Бейт ха-Лохем» и «Илан».
Список крупнейших спортивных сооружений Израиля включает Национальный стадион в Рамат-Гане (40 тысяч зрительских мест), стадион «Блумфилд» в Тель-Авиве и стадион имени Тедди Колека в Иерусалиме (оба примерно на 22 тысячи мест), стадион «Кирьят-Элиезер» в Хайфе (14 тысяч мест) и дворец спорта «Нокия» в Тель-Авиве (10 тысяч мест). В стране также действуют легкоатлетические комплексы в Хадар Иосеф и институте Уингейта, ряд теннисных центров и многочисленные бассейны.
Большинство спортсменов в Израиле представляют одно из пяти крупных спортобществ: «Хапоэль» (около ста тысяч членов), «Маккаби» (30 местных клубов, около 40 тысяч спортсменов), «Бейтар», «Элицур» или АСА (ассоциация студенческого спорта). В ряде городов действуют местные спортклубы, не входящие в национальные общества. Такими, например, являются футбольный клуб «Бней Сахнин», представляющий арабский город Сахнин в Галилее в израильской Премьер-лиге, и рамат-ганский «Ха-Коах», также выступающий в Премьер-лиге и представляющий одну из старейших еврейских спортивных организаций в мире.
Спорт в Израиле является популярным видом досуга; в частности, как указывает сайт Министерства иностранных дел, половина жителей страны занимается плаванием. В Израиле также самый высокий процент лицензированных аквалангистов в мире. Сообщается о популярности в стране виндсёрфинга, велоспорта и водных лыж, а также местной разновидности боевых единоборств — крав мага. В стране проводятся «детские Олимпиады», привлекающие тысячи участников из десятков населённых пунктов (Третья детская Олимпиада стартовала 2 мая 2010 года).
Хотя в Израиле нет общедоступного спортивного телеканала, компании кабельного телевидения предоставляют клиентам один спортивный канал, входящий в базовый пакет услуг («Спорт-5»), и несколько дополнительных каналов за отдельную плату. Центральные игры футбольного чемпионата и важнейшие выступления израильтян за рубежом обычно транслирует Первый общегосударственный телеканал. В Интернете израильский спорт освещается на специализированном портале One. На портале, в частности, размещены сайты Олимпийского комитета Израиля и Ассоциации баскетбола Израиля.

## Игровые виды спорта

### Футбол
Футбол в Израиле имеет более чем столетнюю историю. Первые футбольные клубы на территории сегодняшнего Израиля созданы в первом десятилетии XX века. В 1928 году создана Палестинская футбольная ассоциация, с 1929 года являющаяся членом ФИФА. В том же году разыгран первый Кубок мандатной Палестины по футболу (победу одержала команда «Хапоэль» из Тель-Авива). В 1932 году разыгран первый регулярный чемпионат страны, в котором одержала победу сборная британской полиции. Первый матч «чистая» (не усиленная британскими игроками) сборная мандатной Палестины провела в 1934 году против сборной Египта, проиграв со счётом 7:1.
В настоящее время израильский футбол иерархически разделен на шесть лиг: Премьер-лигу (ивр. ליגת העל‎), Национальную лигу (ивр. ליגה לאומית‎), первую, вторую и третью лиги, причём три последние в свою очередь делятся на региональные дивизионы. В общей сложности в этих лигах играет около 220 команд. Кроме того, существуют любительские лиги, в которых в основном играют сборные предприятий.

#### Команды-чемпионы Израиля по футболу
| Команда                     | Чемпионат Израиля                                                                                                |
| --------------------------- | --- |
| Маккаби (Тель-Авив)         | 1936, 1937, 1942, 1943, 1947, 1950, 1952, 1954, 1956, 1958, 1968, 1972, 1977, 1979, 1992, 1995, 1996, 2003, 2013 |
| Хапоэль (Тель-Авив)         | 1934, 1935, 1938, 1940, 1944, 1957, 1966, 1969, 1981, 1986, 1988, 2000, 2010                                     |
| Маккаби (Хайфа)             | 1984, 1985, 1989, 1991, 1994, 2001, 2002, 2004—2006, 2009, 2011                                                  |
| Хапоэль (Петах-Тиква)       | 1955, 1959—1963                                                                                                  |
| Бейтар (Иерусалим)          | 1987, 1993, 1997, 1998, 2007, 2008                                                                               |
| Маккаби (Нетания)           | 1971, 1974, 1978, 1980, 1983                                                                                     |
| Нордия (Тель-Авив)          | 1947, 1948 |
| Ха-Коах (Рамат-Ган)         | 1965, 1973 |
| Хапоэль (Беэр-Шева)         | 1975, 1976 |
| Сборная британской полиции  | 1932 |
| Хапоэль (Рамат-Ган)         | 1964 |
| Хапоэль (Кфар-Сава)         | 1982 |
| Бней Иегуда (Тель-Авив)     | 1990 |
| Хапоэль (Хайфа)             | 1999 |
| Хапоэль (Кирьят-Шмона)      | 2012 |
| Чемпионат страны не игрался | 1933, 1939, 1941, 1945, 1946, 1949, 1951, 1953                                                                   |

Футбольные стадионы Израиля
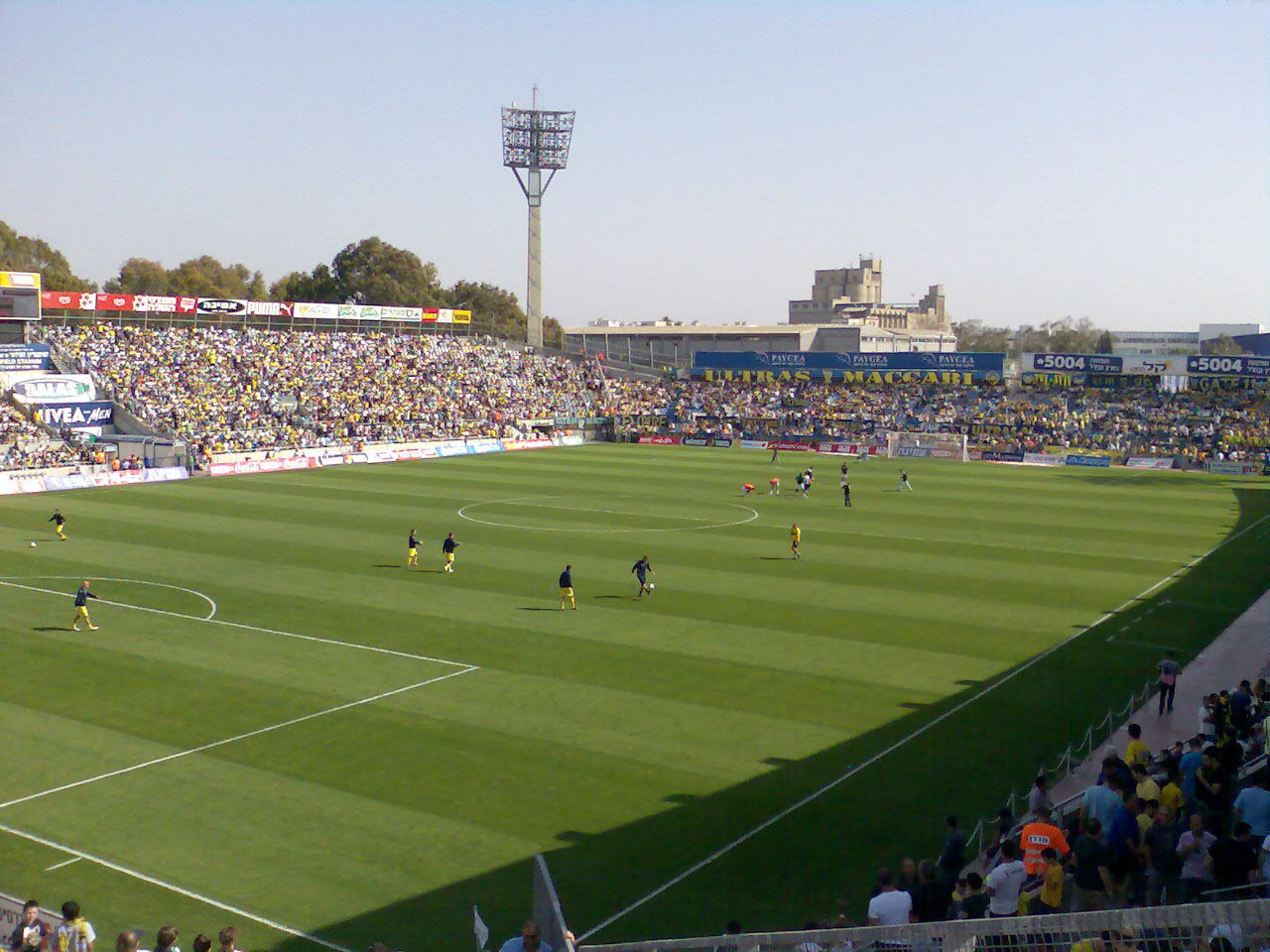
Блумфилд, Тель-Авив
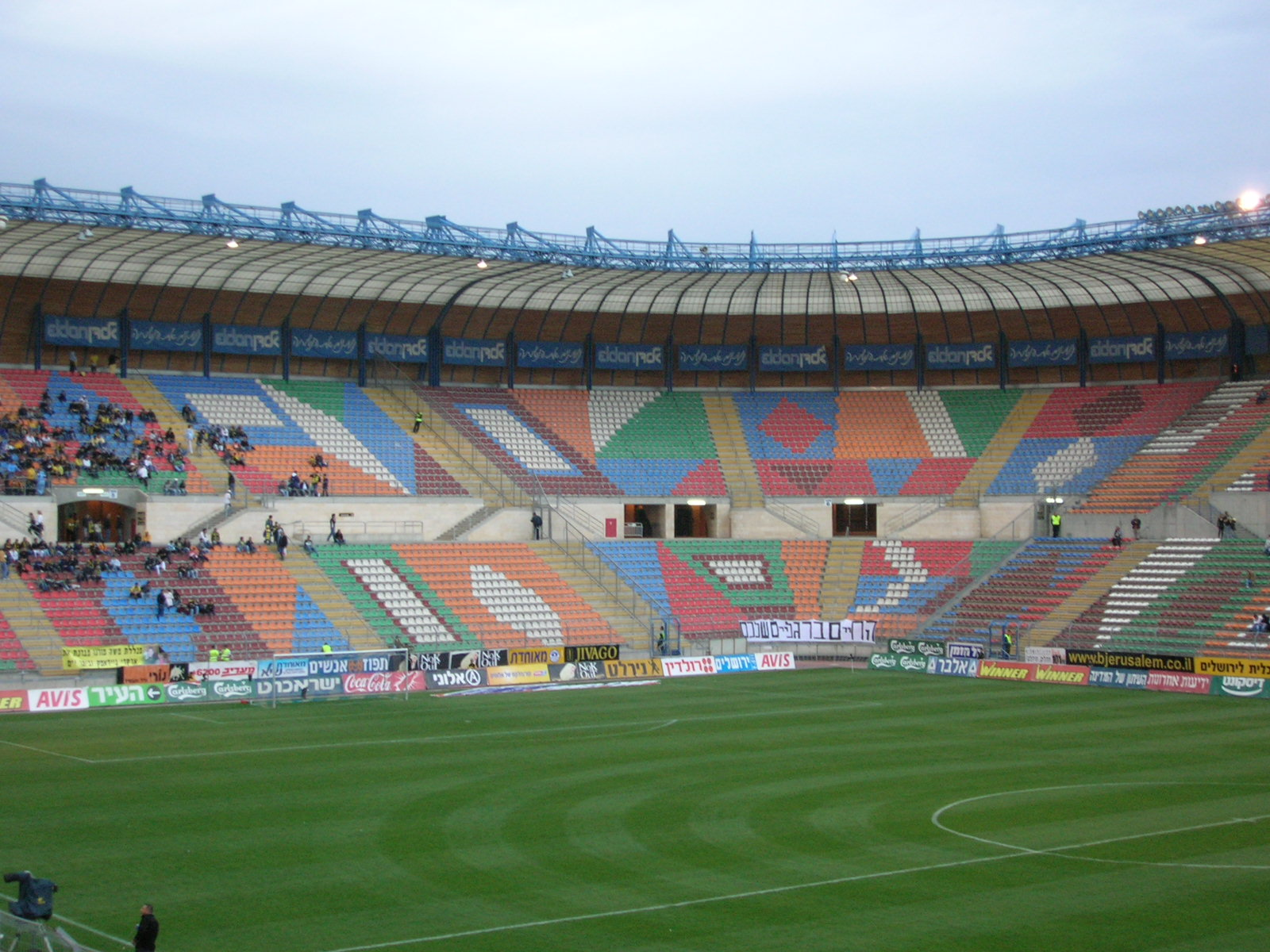
Тедди, Иерусалим
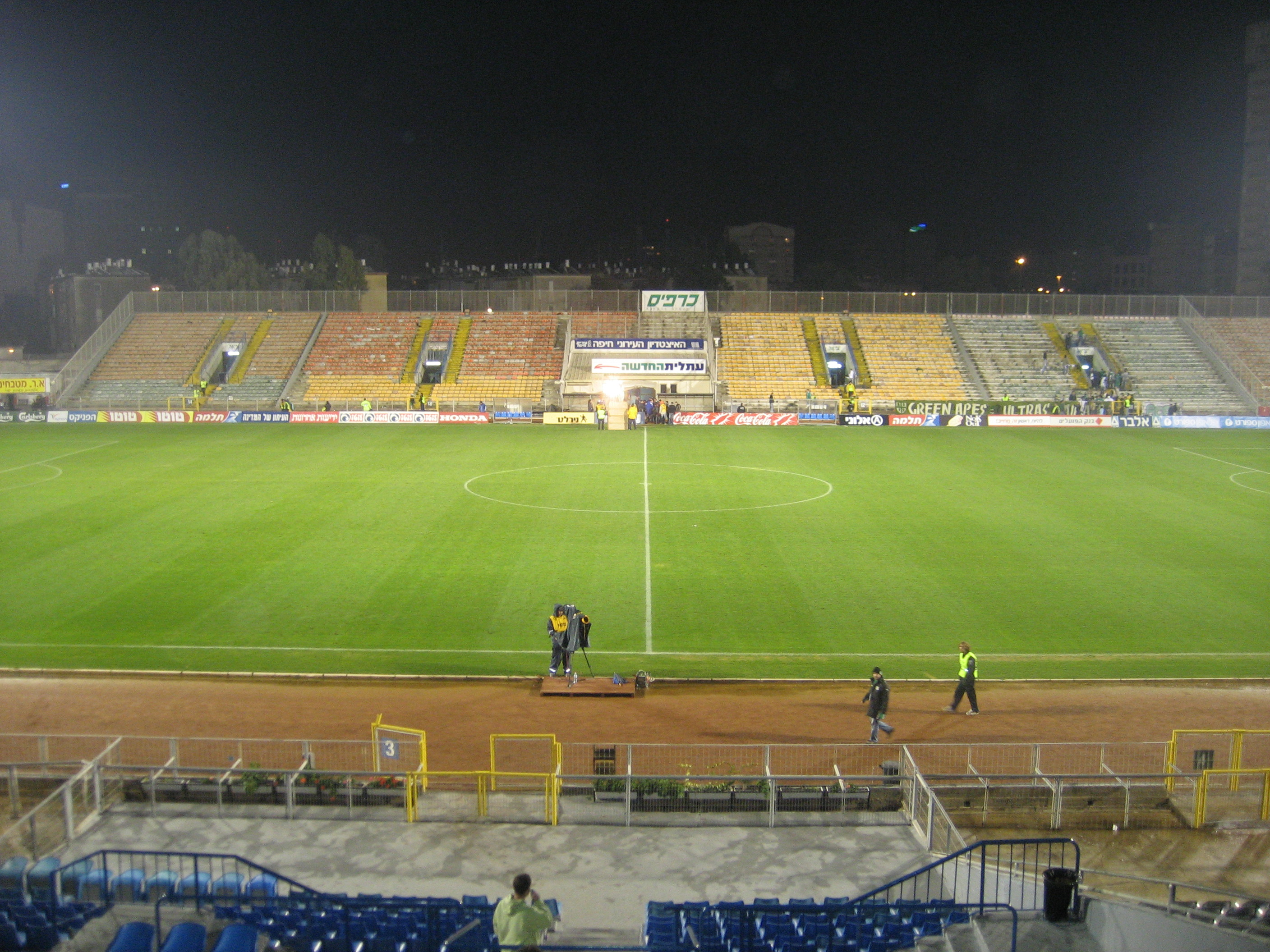
Кирьят-Элиэзер, Хайфа
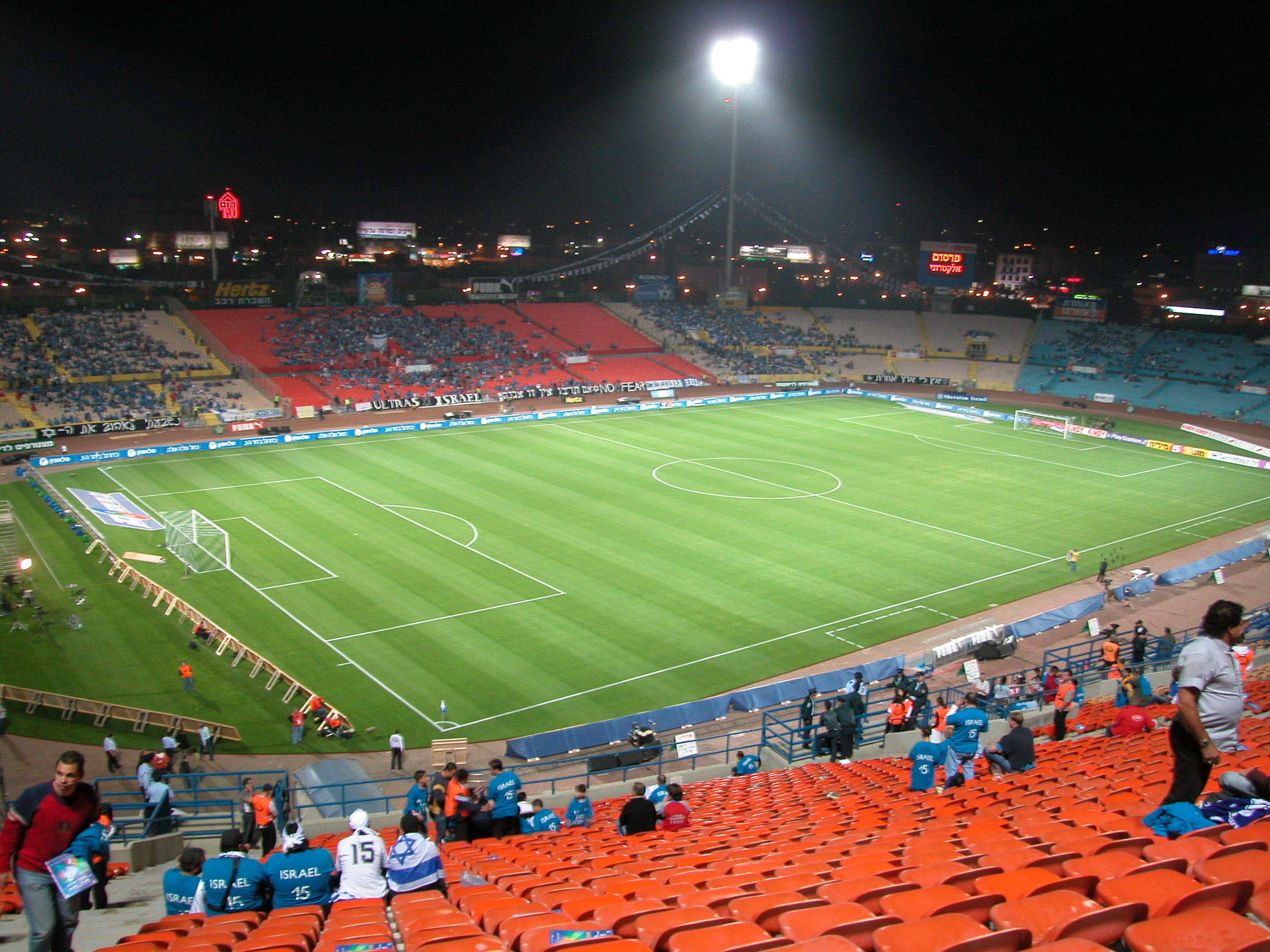
Рамат-Ган

В отличие от большинства видов спорта, израильский футбол только в 90-е годы двадцатого века окончательно интегрировался в европейские футбольные структуры. С 1956 по начало 1970-х годов Ассоциация футбола Израиля была членом Азиатской конфедерации футбола (АФК), откуда была исключена по политическим причинам. В течение последующих двадцати лет Израиль временно участвовал в отборочных турнирах чемпионатов мира и Олимпийских игр в рамках Конфедерации футбола Океании (ОФК). За время членства в АФК и ОФК сборная Израиля дважды выходила в Олимпийский футбольный турнир, а также в финальную часть чемпионата мира 1970 года в Мексике. В 1964 году сборная также выиграла Кубок Азии по футболу, проходивший в Израиле (ещё в трёх Кубках Азии Израиль занимал призовые места), а в конце 60-х — начале 70-х годов израильские клубы трижды выигрывали Азиатский клубный чемпионат.
Начиная с 1992 года израильские команды регулярно играют в европейских турнирах, однако не добиваются в них успехов, сравнимых с достигнутыми в Азии. Лучшими результатами за этот период стали второе место сборной Израиля в отборочной группе чемпионата Европы 2000 года (в стыковых матчах сборная уступила команде Дании 0:5, 0:3) и попадание хайфского «Маккаби» (1999) и тель-авивского «Хапоэля» (2002) в четвертьфинал европейских кубковых турниров. Достижению успехов на европейской арене не способствовало и то, что в первые годы интифады Аль-Аксы израильские команды по решению УЕФА были вынуждены проводить домашние матчи на нейтральных полях. В отличие от основной сборной страны, молодёжная сборная Израиля (до 21 года) сумела достичь финальной стадии чемпионата Европы по футболу 2006 года, обыграв в стыковом матче сборную Франции; в финальной стадии турнира сборная уступила во всех трёх матчах в группе. Израильская юношеская сборная (до 16 лет) завоевала бронзовые медали на чемпионате Европы 1996 года. В 2022 году израильтяне стали вице-чемпионами Европы в возрастной категории до 19 лет, а на следующий год завоевали бронзовые медали на чемпионате мира в возрастной категории до 20 лет.
Особо можно выделить успехи отдельных представителей израильского футбола за границей. Автор единственного гола Израиля на чемпионатах мира Мордехай «Мотэле» Шпиглер три года выступал вместе с Пеле и Беккенбауэром за команду звёзд «Нью-Йорк Космос». Другой израильский игрок, Эли Охана, завоевал в 1988 году с бельгийским «Мехеленом» Кубок обладателей кубков УЕФА. Израильские футболисты становились чемпионами Англии, Бельгии, Турции и Шотландии. В начале XXI века успехов с европейскими клубами добивались также израильские тренеры: Ицхак Шум в 2004 году завоевал с «Панатинаикосом» чемпионский титул и Кубок Греции (первый и последний «дубль» команды после 1995 года), а Авраам Грант с лондонским «Челси» в 2008 году занял второе место в английской Премьер-лиге и вывел команду в финал Лиги чемпионов, где она уступила в серии послематчевых пенальти «Манчестер Юнайтед».
В связи с внешнеполитической обстановкой Израиль почти не рассматривается в качестве места проведения крупных футбольных соревнований, однако в 2000 году в Израиле прошла финальная часть чемпионата Европы по футболу среди юношеских сборных (до 16 лет). В 2013 году в Израиле прошла финальная часть чемпионата Европы среди молодёжных сборных (до 21 года).

### Баскетбол

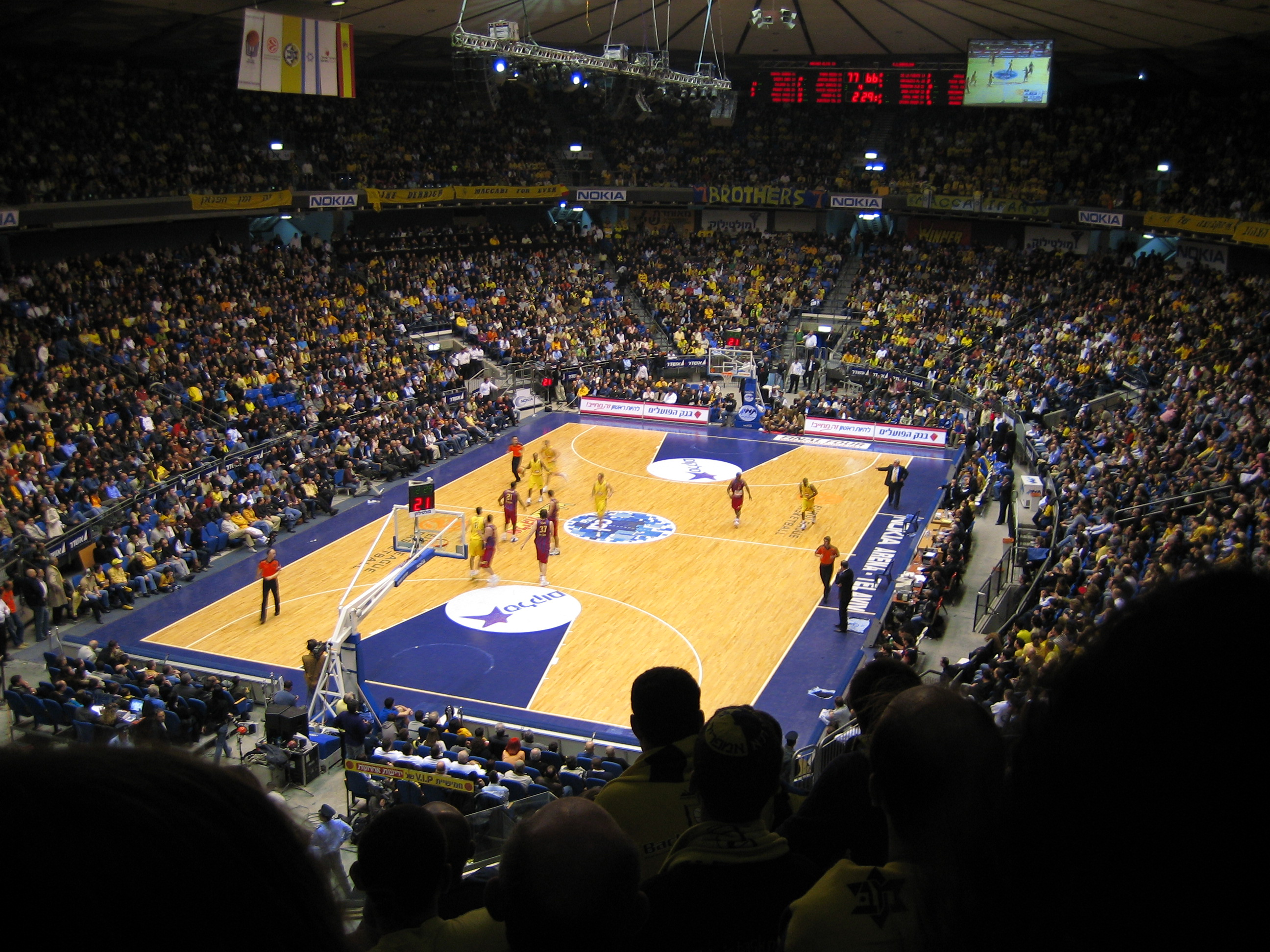
Дворец спорта «Нокия» (Тель-Авив): матч «Маккаби» (Тель-Авив) — «Барселона»

Баскетбол, наряду с футболом, один из самых популярных в Израиле видов спорта. В Ассоциацию баскетбола Израиля, основанную в 1962 году, входят 145 лиг; в Израиле зарегистрированы 1650 мужских, женских и юношеских баскетбольных команд разных уровней.
Лидером израильского мужского баскетбола является тель-авивский клуб «Маккаби», 52-кратный чемпион страны и 44-кратный обладатель Кубка Израиля. Вторая по количеству титулов команда, тель-авивский «Хапоэль», в первом десятилетии двадцать первого века по финансовым причинам временно покинула высшие дивизионы чемпионата Израиля. В эти годы постоянную конкуренцию тель-авивскому «Маккаби» составлял иерусалимский «Хапоэль», четырежды выигрывавший за это время Кубок Израиля, а с конца первого десятилетия XXI века гегемония тель-авивского «Маккаби» закончилась, и чемпионский титул с 2008 по 2018 год завоёвывали семь разных команд. В женском баскетболе в последние годы доминировали клубы из Рамле и Рамат-ха-Шаронa.

#### Команды-чемпионы Израиля по баскетболу
| Мужчины                          | Мужчины                                                                                       |
| Команда                          | Чемпионат Израиля                                                                             |
| -------------------------------- | --------------------------------------------------------------------------------------------- |
| Маккаби (Тель-Авив)              | 1954—1955, 1957—1959, 1962—1964, 1967—1968, 1970—1992, 1994—2007, 2009, 2011—2012, 2014, 2018 |
| Хапоэль (Тель-Авив)              | 1960—1961, 1965—1966, 1969                                                                    |
| Хапоэль (Верхняя Галилея)        | 1992, 2010                                                                                    |
| Хапоэль (Иерусалим)              | 2015, 2017                                                                                    |
| Хапоэль (Холон)                  | 2008                                                                                          |
| Маккаби (Хайфа)                  | 2013                                                                                          |
| Маккаби (Ришон ле-Цион)          | 2016                                                                                          |
| Чемпионат страны не игрался      | 1956                                                                                          |
| Женщины                          |                                                                                               |
| Команда                          | Чемпионат Израиля                                                                             |
| Элицур (Тель-Авив/Холон)         | 1977—1995, 1997                                                                               |
| Маккаби (Тель-Авив)              | 1958—1959, 1964—1968, 1971—1973, 1976                                                         |
| Элицур (Рамле)                   | 1996, 1998, 2000, 2004—2005, 2007—2008, 2011                                                  |
| Хапоэль (Тель-Авив)              | 1961—1962, 1969—1970, 1974—1975, 2006                                                         |
| АС/Анда/Электра (Рамат ха-Шарон) | 1999, 2001—2003, 2009—2010                                                                    |
| Хапоэль (Иерусалим)              | 1960                                                                                          |
| Хапоэль (Ягур)                   | 1963                                                                                          |
| Маккаби (Ашдод)                  | 2012                                                                                          |

Наивысшим достижением израильских сборных является второе место на мужском чемпионате Европы 1979 года. В 1966 и 1974 годах мужская баскетбольная сборная Израиля дважды становилась победительницей Азиатских игр (в 1970 году были завоёваны серебряные медали). Юношеская сборная Израиля (до 20 лет) трижды (в 2000, 2004 и 2017 годах) становилась серебряным призёром европейских первенств, а в 2018 и 2019 годах дважды подряд завоевала чемпионское звание. Тель-авивский «Маккаби» шесть раз выигрывал самый престижный европейский клубный трофей — Кубок Eвропейских Чемпионов по баскетболу (1977, 1981), Супролигу ФИБА (2001) и Евролигу (2004, 2005, 2014). «Маккаби» (Тель-Авив) также играл в финале баскетбольного Кубка обладателей кубков (1967) и восемь раз — в финале Кубка Чемпионов и Евролиги. Ещё один израильский клуб, «Хапоэль» из Иерусалима, завоевал Кубок УЛЕБ 2003—2004 года, победив в финале мадридский «Реал», а женский клуб «Элицур» (Рамле) выиграл Кубок Европы ФИБА 2011 года. В сезоне 2020/2021 обладателем Кубка Европы ФИБА после победы над польской «Сталью» стала команда «Ирони Нес-Циона», а в сезоне 2024/25 клуб «Хапоэль» (Тель-Авив) в финале Кубкв Европы в двух матчах победил испанскую команду «Гран-Канария».

### Прочие летние командные игры
Чемпионат Израиля по гандболу среди мужчин разыгрывается с 1955 года; в настоящее время в гандбольной Суперлиге играют 12 команд. Женский чемпионат Израиля разыгрывается с 1960/61 года; сейчас в Национальной лиге десять команд. В мужском гандболе в последние десятилетия доминируют команды из города Ришон ле-Цион. В общей сложности «Хапоэль» (Ришон ле-Цион) становился чемпионом Израиля 15 раз (в том числе бессменный чемпион с 1993 по 2001 год), «Маккаби» (Ришон ле-Цион) — 11 раз (в том числе и в 2010 году). Самой титулованной женской командой является «Маккаби Аразим» (Рамат-Ган) — 12 чемпионских титулов. В последние годы ведущими являются команды «Хапоэль» (Петах-Тиква) и «Бней Герцлия».
Высшими достижениями израильского гандбола являются попадание мужской сборной в финальную стадию чемпионата Европы 2002 года (команда проиграла все три матча в группе и не вышла в плей-офф), а также выход «Маккаби» (Ришон ле-Цион) в полуфинал Кубка обладателей Кубков 1984 года и «Хапоэля» (Ришон ле-Цион) в четвертьфинал Лиги чемпионов в 2000 году. В 2010 году молодёжная (до 20 лет) сборная Израиля также пробилась в финальный турнир чемпионата Европы.
В бейсбол в Израиле играют с 1980-х годов, но долгое время эта игра интересовала только репатриантов из Северной Америки и американских граждан, проживающих в Израиле. На всю страну к 2019 году существовало только одно специализированное бейсбольное поле и порядка 1000 человек, занимающихся этим видом спорта на постоянной основе. Профессиональная Бейсбольная лига Израиля, созданная в 2007 году, прекратила своё существование после одного сезона. Однако в 2013 году израильская сборная приняла участие в отборе к одному из наиболее престижных международных соревнований — Мировой классике бейсбола. Поскольку по правилам этого турнира игроки сборной не обязаны быть гражданами страны, которую представляют, если имеют право на получение её гражданства, в израильскую команду были привлечены американские евреи. В следующем розыгрыше Мировой классики израильская команда, по-прежнему состоявшая в основном из граждан США, успешно преодолела не только квалификацию, но и первый групповой этап основного турнира после побед над соперниками из Южной Кореи, Тайваня, Нидерландов и Кубы. В 2019 году сборная Израиля, на сей раз полностью составленная из граждан страны, сначала заняла 4-е место на чемпионате Европы, а затем выиграла европейско-африканский отбор на Олимпийские игры, обыграв всех соперников. Таким образом, игры 2020 года стали первыми с 1976 года, на которые Израиль послал сборную в игровом командном виде спорта. В 2021 году израильтяне стали серебряными призёрами чемпионата Европы, проиграв сборной Нидерландов в финале, где вели по ходу матча со счётом 4:1.
Израильская ассоциация лякросса основана в 2010 году, и эта игра стремительно обретает популярность в стране, где создана лига из восьми команд. Израильская сборная стала серебряным призёром на чемпионате Европы 2016 года и победителем чемпионата Европы в помещениях 2017 года. В 2018 году, после отказа Манчестера от проведения чемпионата мира, этот турнир при участии 46 национальных сборных был перенесён в Нетанию в Израиле. Сборная страны-организатора заняла в чемпионате мира итоговое седьмое место.

### Теннис
Теннисная ассоциация Израиля основана в 1950 году и является национальным руководящим органом в области тенниса в государстве.
В стране действуют 14 теннисных центров, крупнейший из них — в городе Рамат-ха-Шарон в центре страны. Трибуны центра в Рамат ха-Шароне могут вмещать до 4,500 тысяч зрителей. B 1979—1996 годах в Рамат-ха-Шаронe проходил турнир АТР — Открытый чемпионат Тель-Авива (англ. Tel-Aviv Open). B Рамат-ха-Шароне также проводился в 2008—2010 годах турнир серии ATP Challenger — Открытый чемпионат Израиля по теннису. Эйлат во втором десятилетии XXI века трижды подряд принимал игры I Европейско-азиатской группы женского теннисного Кубка Федерации, а с 2013 года там проходит крупный турнир ITF Vanessa Phillips Women's Tournament.
Сборная Израиля участвует в Кубке Дэвиса с первого года после провозглашения государства. Наивысшим её достижением стало участие в полуфинале Мировой группы в 2009 году, самым плохим результатом — переход во 2-ю Европейско-Африканскую группу в 2001 году). Самым результативным игроком сборной был Шломо Гликштейн — 44 выигранных матча, в том числе 31 в одиночном разряде. Женская сборная Израиля участвует в соревнованиях Кубка Федерации с 1972 года и пять лет провела в Мировой группе. Наиболее успешно выступали за сборную Ципи Обзилер и Анна Смашнова-Пистолези. В 2008 году после проигрышей сборным России и Чехии сборная Израиля опустилась во Вторую мировую группу, а на следующий год, проиграв сборным Украины и Эстонии, потеряла место в высшем дивизионе турнира.

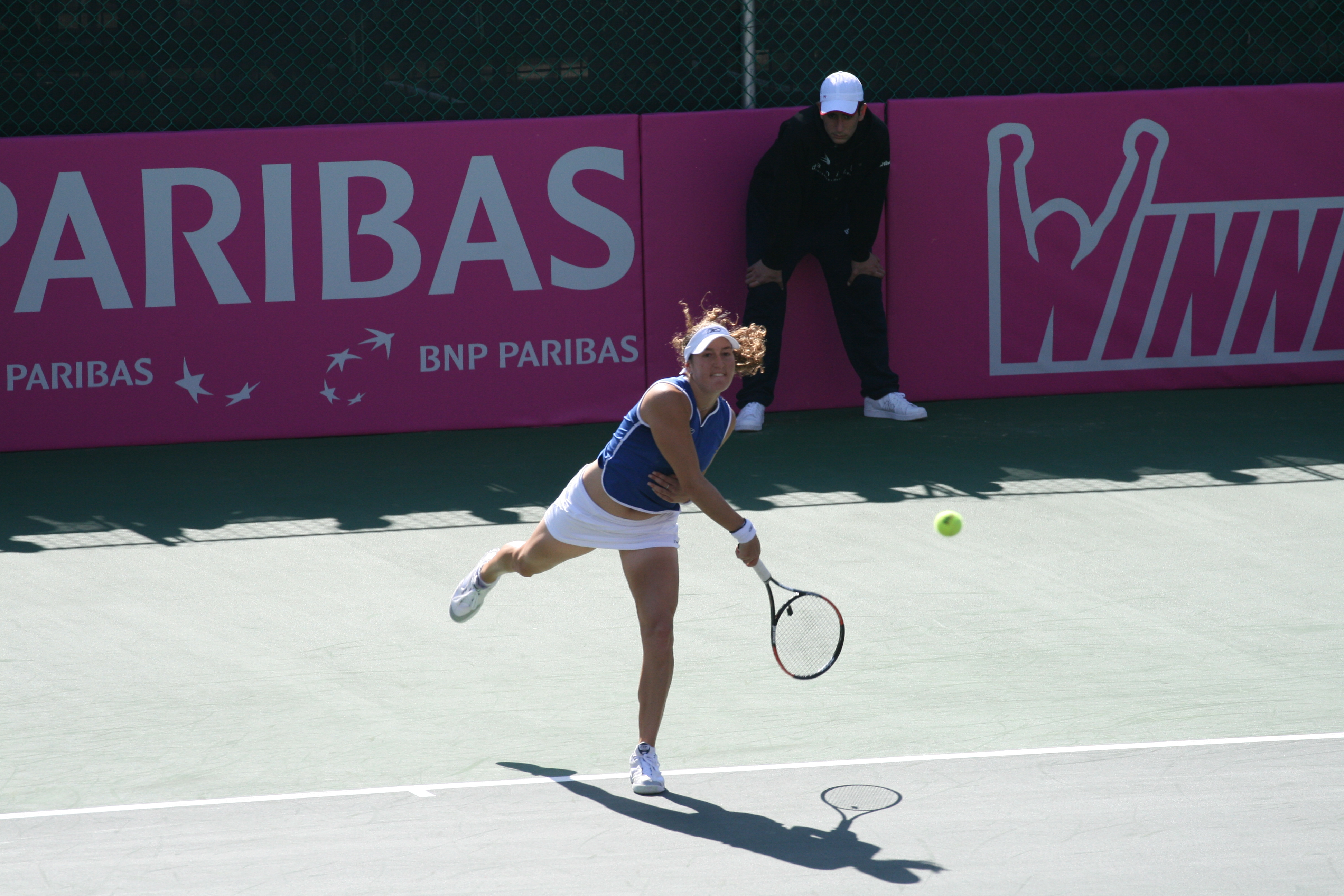
Шахар Пеер в Кубке Федерации против Динары Сафиной

Лучшим результатом израильских теннисистов на Олимпиадах было попадание Энди Рама и Йони Эрлиха в 1/4 финала в Афинах, где они были посеяны восьмыми, а затем в Лондоне, куда они получили wild card и во втором круге обыграли действующих олимпийских чемпионов Федерера и Вавринку. В первом случае израильтяне проиграли будущим серебряным призёрам Олимпиады, а во втором — будущим чемпионам.
Наивысшие места в профессиональных рейтингах в одиночном разряде среди израильских теннисистов занимали Амос Мансдорф, победитель шести турниров ATP (18-е место в 1987 году) и Шахар Пеер (11-е место в 2011 году). Анна Смашнова-Пистолези — рекордсменка Израиля по числу выигранных турниров в одиночном разряде (12 турниров WTA). В начале XXI века ведущими израильскими теннисистами были:
- в мужском парном разряде — Энди Рам и Йони Эрлих, победители соответственно 19 и 18 турниров ATP (из них 15 вместе), в том числе Открытого чемпионата Австралии 2008 года; Энди Рам, завершивший игровую карьеру в 2014 году, кроме того, является двукратным победителем турниров Большого шлема в смешанном парном разряде: в 2006 году он выиграл Уимблдонский турнир в паре с Верой Звонаревой, а в 2007 году — Открытый чемпионат Франции с Натали Деши;
- в женском одиночном разряде — Шахар Пеер, победительница шести турниров WTA в одиночном разряде и ещё трёх в парном; входила в мировую двадцатку в одиночном разряде (с 13 ноября 2006 по 7 июня 2008 года и снова с марта 2010 года по май 2011 года);
- в мужском одиночном разряде — Дуди Села, победитель 20 турниров ATP Challenger Series; в 2009 году входил в число 50 сильнейших теннисистов мира.

Израильтянам трижды удавалось выиграть престижный юниорский турнир Orange Bowl, победа в котором рассматривается как залог будущих успехов во взрослом теннисе. В 2001 году это сделала Шахар Пеер в возрастной категории до 14 лет, а позже Ишай Олиэль добился этого дважды — в 2012 году в категории до 12 лет и в 2014 году в категории до 14 лет. В 2016 году 16-летний Олиэль стал также победителем Открытого чемпионата Франции в парном разряде среди юношей.

### Шахматыишашки
Уже в средние века такие раввинистические авторитеты, как Менахем Меири, Авраам ибн Эзра и Моше Иссерлес, раввины Анконы и Кремоны положительно отзывались о шахматах, противопоставляли их азартным играм и оговаривали право евреев играть в шахматы в субботу. Из числа учащихся ешив вышли многие видные шахматисты прошлого. Эмануил Ласкер в своё время пытался объяснить традиционно большое представительство евреев среди шахматистов выработавшимися в результате тяжёлых исторических условий фантазией и волей — качествами, необходимыми шахматисту. В самом Израиле значительную роль в развитии шахмат играли репатрианты из Советского Союза, а затем из стран СНГ.
Шахматные кружки в Эрец-Исраэль стали появляться ещё до Первой мировой войны. С 1923 года в стране издавался шахматный журнал. В мандатный период на территории Палестины действовало Шахматное общество Земли Израиля (с 1949 года Шахматная федерация Израиля), под эгидой которого с 1936 по 1945 год были проведены первые пять чемпионатов страны. В годы перед Второй мировой войной сборная Палестины дважды участвовала в международных шахматных олимпиадах (в 1935 и 1939 году). Участие Израиля в шахматных Олимпиадах возобновилось в 1952 году.
Первым чемпионом мандатной Палестины стал репатриант из Польши Абрам Бласс. Другим лидером палестинских, а затем израильских шахмат и шестикратным чемпионом Израиля был репатриант из Германии Иосиф Порат. На шахматной олимпиаде в Буэнос-Айресе в 1939 году Порат показал лучший результат на своей доске. В 1937 году представительница Палестины, уроженка Бессарабии Мона Мэй Карф (тогда Мона Ратнер) заняла шестое место на чемпионате мира среди женщин. Ещё два уроженца Польши, Моше Черняк и Ицхак Алони, были соответственно четырёхкратным и трёхкратным чемпионами Палестины и Израиля.
В 70-е, а затем 90-е годы двадцатого века с двумя потоками алии из стран бывшего СССР в Израиль прибыл целый ряд шахматных гроссмейстеров: Роман Джинджихашвили, Любовь Кристол, Алла Кушнир, Владимир Либерзон, а позднее Борис Аврух, Борис Гельфанд, Лев Псахис, Илья Смирин, Эмиль Сутовский, Леонид Юдасин и другие. В Израиль прибыл также ряд ведущих тренеров, что привело в 90-е годы к успехам молодых израильских шахматистов на молодёжных и юниорских первенствах мира. Среди последних таких успехов — выигрыш чемпионатов Европы и мира 2009 года среди девушек (до 14 лет) израильтянкой Марсель Эфроимски, ранее уже побеждавшей на чемпионате мира среди девочек до 12 лет. Воспитанником тренера Элияху Леванта, выходца из СССР, является также израильский гроссмейстер Алон Гринфельд.
После приезда многочисленных сильных игроков шахматной столицей страны стала Беэр-Шева. Первая сборная Беэр-Шевы много лет была бессменным победителем командного первенства Израиля, однако чемпионаты 2007 и 2008 годов уверенно выиграла команда Ашдода, с минимальным перевесом победившая и в первенстве 2009 года.
Израиль дважды принимал международные шахматные олимпиады: в 1964 году в Тель-Авиве и в 1976 году в Хайфе. Хайфскую олимпиаду бойкотировали СССР, страны соцлагеря и ряд стран третьего мира, что позволило женской сборной Израиля, возглавляемой репатрианткой из СССР, трёхкратной участницей матчей на первенство мира Аллой Кушнир, завоевать золотые медали. Алла Кушнир при этом показала лучший результат на первой доске — 7,5 очков в восьми партиях. Мужская сборная Израиля добилась сравнимого успеха только более чем через 30 лет, на шахматных олимпиадах 2008 и 2010 года, где завоевала соответственно серебряные и бронзовые медали (при этом в 2008 году в Дрездене в число призёров на своих досках попали израильтяне Борис Гельфанд и Максим Родштейн, а через два года в Ханты-Мансийске Эмиль Сутовский показал лучший результат на второй доске). Перед этим сборная Израиля дважды становилась серебряным призёром командного чемпионата Европы по шахматам (в 2003 и 2005 годах). Самым титулованным из израильских шахматистов является Борис Гельфанд — обладатель Кубка мира по шахматам 2009 года, победитель турнира претендентов 2011 года, призёр чемпионате мира 2007 года в Мехико и участник матча за звание чемпиона мира 2012 года, а Эмиль Сутовский носит звание чемпиона Европы 2001 года.

Шахматисты Израиля
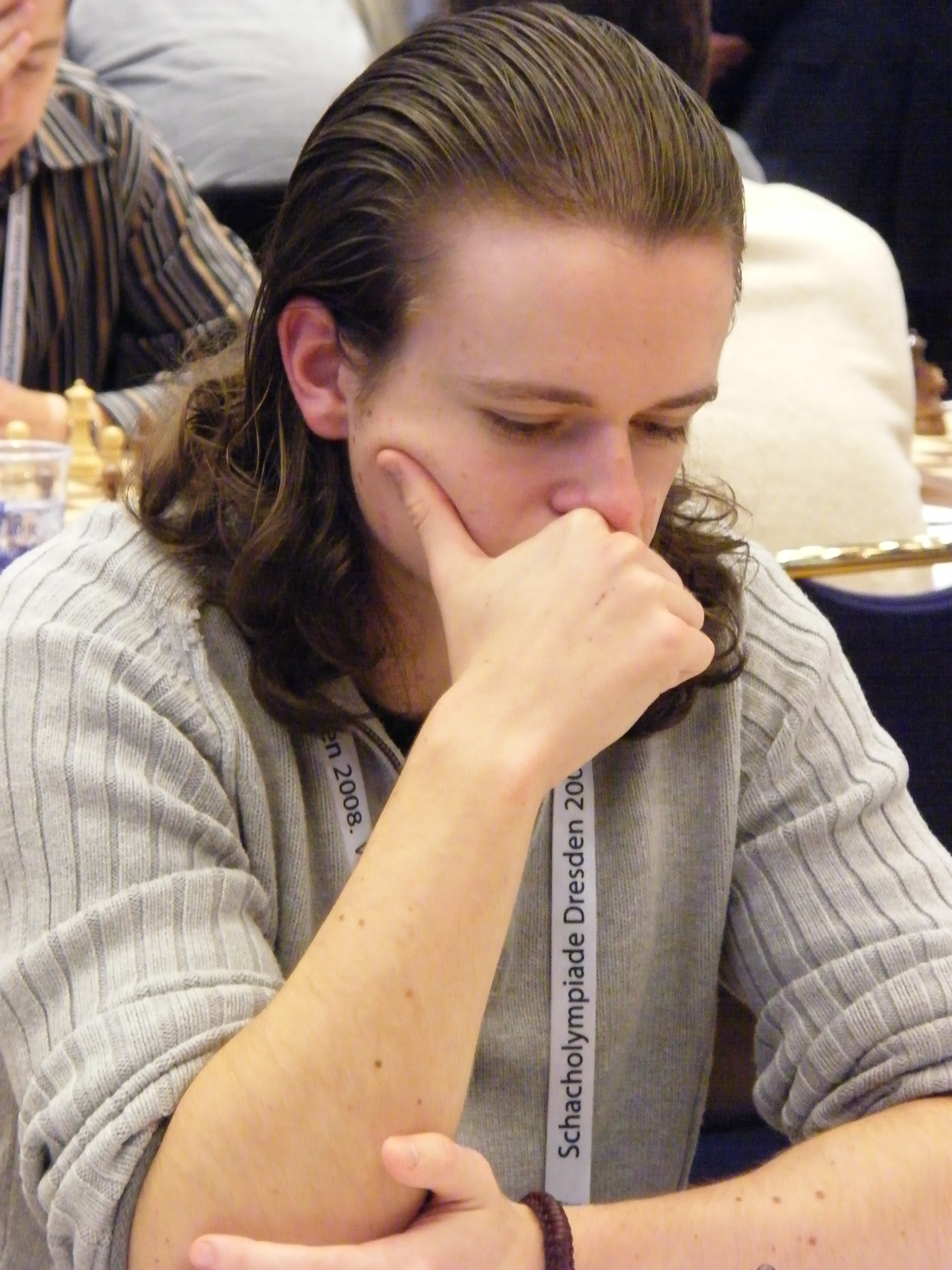
Максим Родштейн
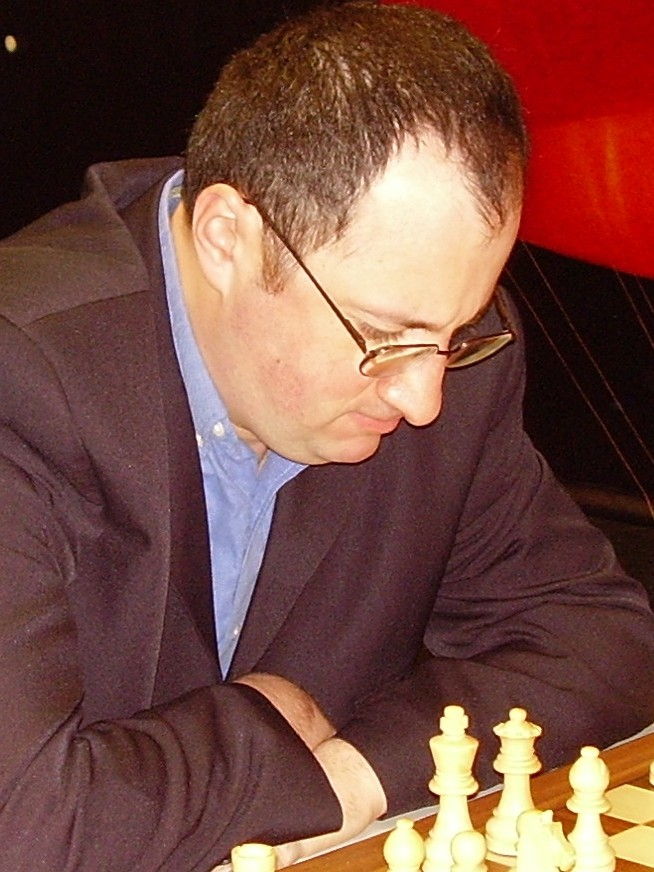
Борис Гельфанд
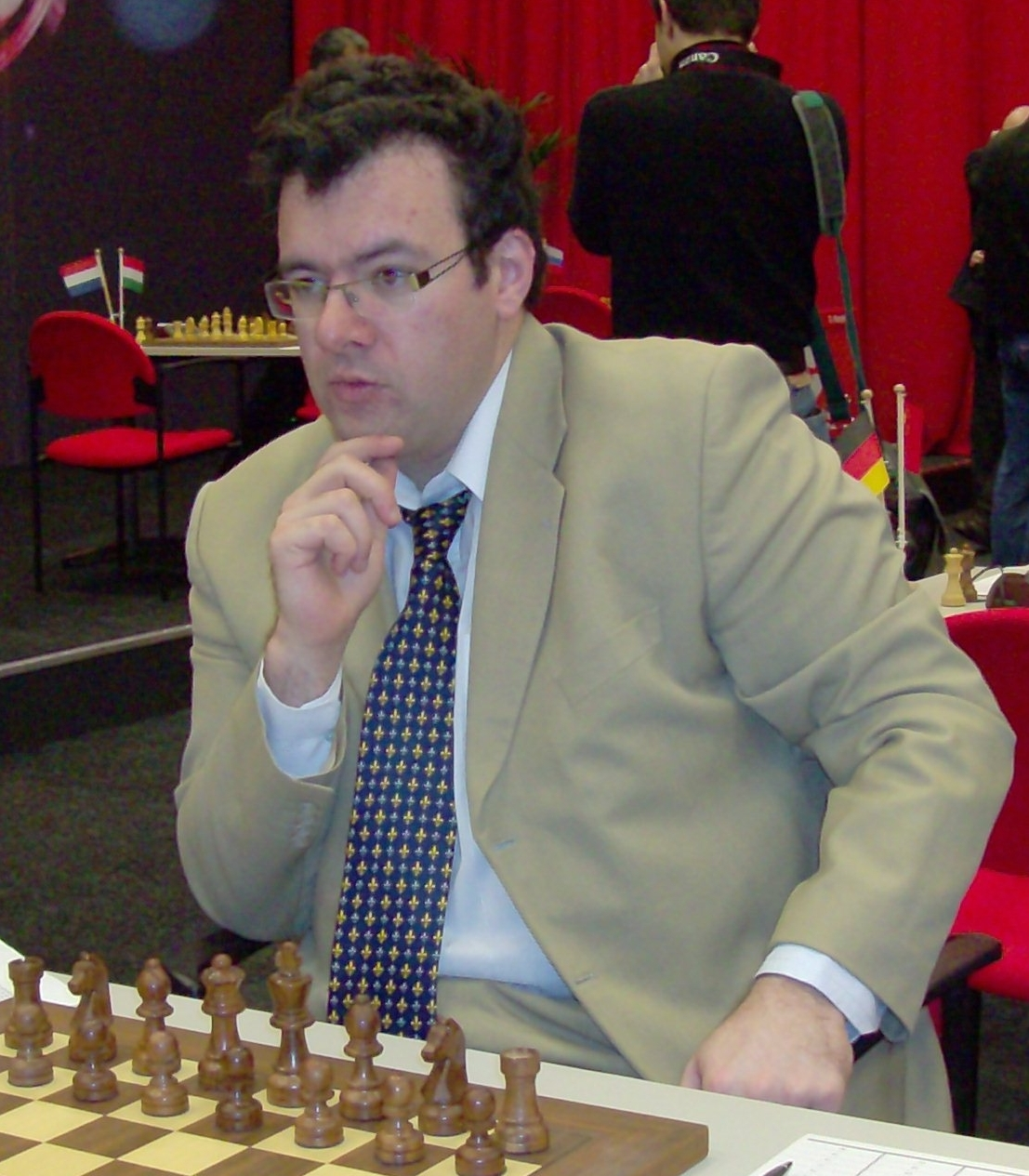
Эмиль Сутовский
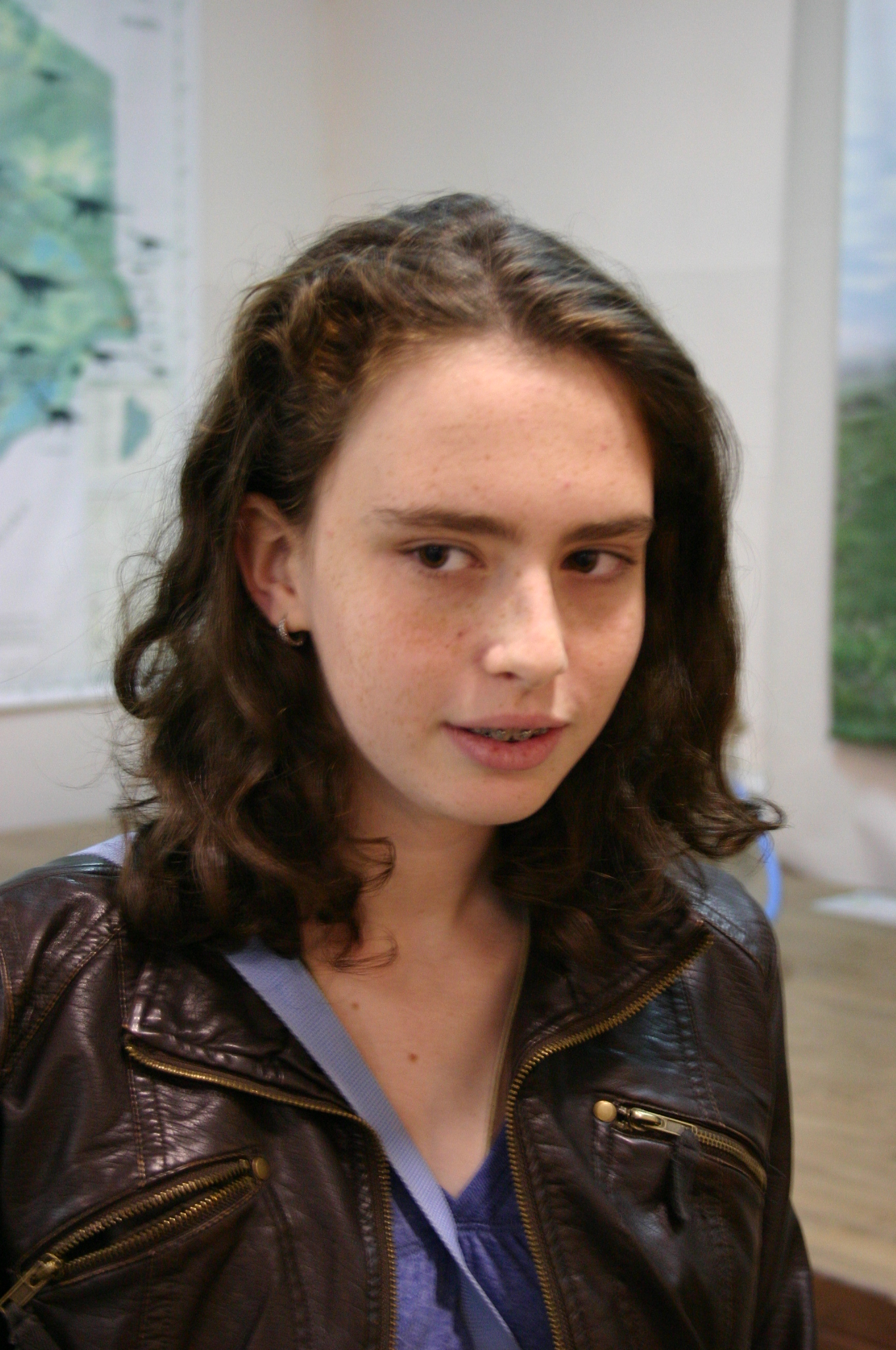
Марсель Эфроимски

Помимо шахматных олимпиад, Израиль неоднократно принимал и другие важные международные шахматные турниры:
- В 1967 году в Иерусалиме прошёл молодёжный чемпионат мира[92]
- В 1989 году Хайфа принимала у себя командный чемпионат Европы по шахматам[77]
- В 2005 году в Беэр-Шеве прошёл командный чемпионат мира по шахматам[93]

Шахматный турнир в Нетании привлекал с начала 1960-х годов многих сильных шахматистов из-за рубежа, в числе которых победители турниров 1968 года Роберт Фишер, 1969 года Самуэль Решевский и 1975 года Ян Тимман. Шахматные турниры являются также частью состязательной программы на Маккабиадах.
В октябре 2010 года израильский гроссмейстер Алик Гершон побил мировой рекорд по количеству партий, сыгранных в сеансе одновременной игры. В течение 19 часов он провёл 523 партии против шахматистов-любителей, выиграв 454 из них (86 процентов), проиграв 11 и сведя вничью 58. Для установления рекорда необходимо было выиграть не менее 80 процентов партий. Предыдущий рекорд, 397 побед в 500 партиях, установил в августе 2009 года иранец Мортеза Махджоб, а в феврале 2011 года рекорд израильтянина побил другой иранский шахматист, Эхсан Гаем-Магами.
В 2002, 2004 и 2006 годах Израиль победил на чемпионатах мира среди шахматных программ (чемпионат мира 2004 года проводился в Рамат-Ганском университете Бар-Иланa). B 2007 году израильская программа «Deep Junior» выиграла у программы «Deep Fritz» организованный ФИДЕ «матч на абсолютное первенство мира» со счетом 4:2.
Израильские шашисты активно выступают на мировой арене после приезда большого количества игроков из бывшего СССР. Основателем Федерации шашек Израиля в 1974 году стал Шломо Борохов, неоднократный чемпион Узбекистана по русским шашкам; под его руководством сборная Израиля завоевала бронзовые медали чемпионата Европы по международным шашкам 1978 года. В последние годы Израиль представляли многократный чемпион мира среди юниоров, призёр чемпионата мира 2000 года по блицу Игаль Койфман, многократный призёр чемпионатов СССР Макс Шавель и автор учебников шашечной игры Яков Шаус. В 2000 году Тель-Авив и Ришон ле-Цион принимали чемпионат мира по молниеносной игре в шашки среди мужчин, а в 2007 году это соревнование принял Нацрат-Илит.

## Парусный спорт

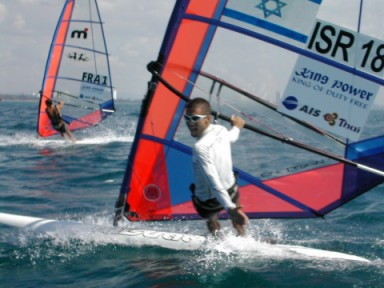
Двукратный олимпийский медалист и экс-чемпион мира в виндсёрфинге Галь Фридман

Израильские яхтсмены побеждают на мировых и европейских первенствах начиная с 1969 года, когда Лидия Лазарова и Цфанья Кармел выиграли мировое «золото» в классе яхт 420 (облегчённая версия яхт класса 470). С тех пор израильтяне завоёвывали награды всех достоинств в различных классах яхт, включая 470, 420 и парусную доску различных моделей. Яхтсмены Йоэль Села и Эльдад Амир (класс «Летучий голландец») боролись за медали на Олимпиаде в Сеуле, но отказались участвовать в заезде в Йом-Кипур и в итоге остались четвёртыми. Тем не менее, по состоянию на 2012 год, парусный спорт является наиболее «медальным» для Израиля на Олимпиадах — три медали, включая «золото» Галя Фридмана на парусной доске «Мистраль» (см. Израиль на Олимпийских играх).
Израильские города Тель-Авив, Хайфа и Эйлат неоднократно принимали крупнейшие международные соревнования по парусному спорту, включая первенство мира в классе яхт 420 в 1970 и 1983 году, чемпионат мира по виндсёрфингу в 1980 и 1996 году и чемпионат мира в классе 470 в 1997 году. Чемпионат Европы по виндсёрфингу 2009 года в классе RS:X прошёл в Тель-Авиве; чемпионом Европы стал израильский спортсмен, бронзовый медалист Олимпиады-2008 Шахар Цубери. Местом проведения чемпионата мира 2010 года в классе 420 вновь была избрана Хайфа.

## Водные виды спорта
В Израиле созданы благоприятные условия для развития плавания: действуют сотни бассейнов, в том числе и олимпийского образца (с 50-метровой дорожкой), но большей частью с более короткими дорожками.
Израильские пловцы регулярно принимают участие в чемпионатах Европы, мира и Олимпийских играх, хотя их результаты зачастую далеки от чемпионских. При этом таблица плавательных рекордов Израиля обновляется регулярно. Так, только за время пекинской Олимпиады были побиты четыре рекорда Израиля. Со второй половины 1990-х годов израильтянам в олимпийских бассейнах изредка удаётся попасть в число призёров крупных международных соревнований; в частности, Эйтан Урбах выигрывал медали европейских первенств 1997 и 1999 годов на стометровой дистанции на спине, а в 2012 году его успех повторил Яков Ян Тумаркин; Йоав Гат завоевал бронзовую медаль в этом же виде на дистанции 200 метров на чемпионате Европы 2000 года, а Гай Барнеа — на 50-метровой дистанции на чемпионате Европы 2010 года. На этой же дистанции на чемпионате Европы 2012 года была завоёвана первая в истории Израиля золотая медаль континентальных первенств, когда чемпионом Европы стал Йонатан Копелев (в этом же заплыве Барнеа стал бронзовым призёром). Михаэль Халика стал серебряным призёром чемпионата Европы 1999 года на 400-метровой дистанции комплексным плаванием, а Галь Нево завоевал на этой дистанции «бронзу» в 2010 году. Халика также трижды завоёвывал медали Универсиад на этой дистанции: серебро в 1997 и 1999 годах и бронзу в 2003 году; помимо Халики, бронзовую медаль на Универсиаде 2009 года завоевал также Гай Барнеа на дистанции 50 метров на спине. Чемпионат Европы 2024 года принёс Израилю первые в истории золотые медали в эстафете — на дистанции 4×200 м вольным стилем победу одержала женская сборная страны. Первую в истории Израиля медаль на чемпионатах мира в 50-метровых бассейнах завоевала Анастасия Горбенко, которая стала серебряным призёром на дистанции 400 м комплексным плаванием на первенстве мира 2024 года. На её счету также несколько золотых медалей чемпионатов Европы в индивидуальных дисциплинах начиная с 2021 года.
Более значительных успехов израильтяне добиваются на «короткой воде», где они неоднократно становились призёрами чемпионатов мира (Халика — в плавании комплексным стилем, Веред Бороховская — в плавании стилем баттерфляй). На проходившем в Нетании чемпионате Европы 2015 года в 25-метровых бассейнах на дистанциях 200 метров на спине и 100 метров комплексным плаванием Яков Тумаркин дважды занимал второе место. Первые в истории израильского плавания золотые медали мировых первенств завоевала Анастасия Горбенко на чемпионате мира 2021 года, победив на дистанциях 50 м брассом и 100 м комплексным плаванием. Она также становилась чемпионкой Европы на короткой воде. В 2011 году в Эйлате на чемпионате Европы по плаванию на открытой воде Михаил Дмитриев на дистанции 5 километров завоевал первую для Израиля медаль континентальных первенств в этом виде спорта.
Израильтяне успешно выступают на юниорских чемпионатах Европы и мира и на турнирах спортсменов-инвалидов. Ури Бергман, Изхар Коэн, Моше Леви, Керен Лейбович, Ицхак Мамиствалов — многократные чемпионы Паралимпийских игр в плавании. Наиболее массовым любительским соревнованием по плаванию в Израиле является ежегодный заплыв в озере Киннерет. В 90-е годы XX века число участников заплыва колебалось от 8,5 тысяч до 15 тысяч. Заплыв проводится на дистанции 1,5 и 3,5 километра.
В XXI веке в Израиле также активно развивается синхронное плавание. Лучший израильский дуэт, Анастасия Глушкова и Инна Йоффе, занял седьмое место на европейском первенстве 2008 года и дважды представлял Израиль на Олимпийских играх. На Европейских играх 2023 года израильтянки первенствовали в командной произвольной программе, а через год на пьедестал континентального чемпионата дважды поднималась израильская пара Шели Бобрицки/Ариэль Наси.

## Борьба и контактные единоборства

### Классическая и вольная борьба
Наиболее значительных успехов в классической и вольной борьбе добивались выступающие за Израиль репатрианты из бывшего СССР. Так, в 2003 году чемпионом мира в классической борьбе в весовой категории до 84 килограммов стал репатриант из Грузии Гоча Цициашвили. Призёрами мировых первенств среди взрослых становились тот же Цициашвили, Юрий Евсейчик (1998 год, сверхтяжёлая весовая категория) и Михаэль Бейлин (2001 год, категория до 63 килограммов) в классической борьбе и Виктор Зильберман (1974 год, весовая категория до 71 килограммa) — в вольной. В начале второго десятилетия XXI века в израильской вольной борьбе выделялись успехи Иланы Кратыш, дважды подряд — в 2013 и 2014 годах — завоевавшей серебряную медаль на чемпионате Европы.

### Дзюдо
Дзюдо является наиболее популярным в Израиле видом единоборств, что демонстрируют успешные выступления израильских дзюдоистов на международной арене. Помимо пяти индивидуальных олимпийских медалей (см. Израильтяне — призёры Олимпийских игр), израильские спортсмены удачно выступают на мировых и европейских первенствах. Хотя первую золотую медаль чемпионатов мира для Израиля завоевала только в 2013 году Ярден Джерби (а у мужчин это звание впервые досталось Саги Муки лишь в 2019 году), в Европе Ариэль Зеэви трижды становился чемпионом в весе до 100 килограммов, а всего в этой категории завоевал восемь медалей на чемпионатах Европы). Зеэви также был призёром чемпионата мира 2001 года в абсолютной весовой категории. Яэль Арад также становилась чемпионкой Европы (1993 год, весовая категория до 61 килограмма; вице-чемпионка мира в том же году). Призёрами чемпионатов мира и Европы также становились Орен Смаджа, Йоэль Развозов, Галь Йекутиэль, Андриан Кордон, Алис Шлезингер. На Европейских играх 2015 года чемпионское звание завоевал Саги Муки. На Олимпийских играх в Токио израильтяне, неудачно выступившие в индивидуальных соревнованиях, сумели завоевать бронзовые медали в первом в истории турнире смешанных команд

### Тхэквондо
В 2005 году израильтянин Илан Гольдшмидт завоевал первую в истории Израиля медаль чемпионатов мира по тхэквондо (бронза в весовой категории до 62 килограммов), а в 2009 году Гиль Хаймович стал первым в истории Израиля чемпионом Европы среди юниоров. В мае 2010 года Бат-Эль Гатерер, победившая на чемпионате Европы в спарринге в весе до 57 килограммов, стала первой чемпионкой Европы по тхэквондо среди взрослых от Израиля. Представительница Израиля Авишаг Семберг, призёр юношеского чемпионата мира 2016 года, принесла Израилю первую в его истории олимпийскую медаль в этом виде спорта, завоевав бронзу в весовой категории до 49 кг на Играх в Токио.

### Бокс
В любительском боксе израильтяне добивались только эпизодических успехов. Так, 1996 году бронзовым призёром чемпионата Европы в весе до 51 килограмма стал репатриант Владислав Найман, в 1998 году его успех повторил Тофик Басиси, а спустя 12 лет — Юсеф Абдельгани. Очередную бронзу на континентальном первенстве принёс Израилю только в 2017 году выступавший ранее за Украину Павел Ищенко в весовой категории до 60 кг. В 2009 году представитель Израиля Дан Аароно завоевал серебряную медаль на юниорском чемпионате мира (возраст 15-16 лет) в весе до 66 кг — первую медаль чемпионатов мира в истории Израиля.
В то же время в профессиональном боксе Израиль представляли и представляют ряд ведущих спортсменов. Мировыми и межконтинентальными чемпионами по боксу становились:
- Джохар Абу Лашин — израильский араб из Назарета, проживающий в Майами, чемпион мира в лёгком и втором полусреднем весе по версиям Всемирной боксёрской федерации (WBF) в 1993 году, Международной боксёрской организации в 1997 году и Международного боксёрского совета (IBC) в 1998 году[138][139];
- Роман Гринберг — межконтинентальный чемпион в тяжёлом весе по версии Международной боксёрской организации (IBO) с 2006 года, к концу 2008 года одержавший 27 побед (18 из них нокаутом) при единственном поражении; проживает в Лондоне[140];
- Юрий Форман — чемпион мира по версии Всемирной боксёрской ассоциации (WBA) во втором полусреднем весе[141]. Форман, родившийся в Гомеле и живущий в Нью-Йорке, не потерпел за первые восемь лет выступлений в профессиональном боксе (с 2002 по 2009 год) ни одного поражения, свои первые бои проиграв лишь в 2010 и 2011 годах[141][142].
- Хагар Шмоулефельд Файнер — проживающая в Тель-Авиве чемпионка мира по боксу в весовой категории до 52,5 килограммов по версии Женской международной федерации бокса (WIBF)[143]. Завоевала чемпионский титул 10 октября 2009 года, победив в Дармштадте (Германия) Оксану Романову[144]. 18 января 2010 года защитила титул в бою с сербской боксёршей Флейс Дженджи, а затем защитила его 29 апреля 2010 года, одержав победу над латвийской боксёршей Агнес Боза[144], в пятом раунде боя отправив соперницу в нокаут[145].

### Кикбоксинг и тайский бокс
Израильская спортсменка Нили Блок является четырёхкратной чемпионкой мира по тайскому боксу и двукратной — по кикбоксингу. Другая израильская спортсменка, ставшая чемпионкой мира по кикбоксингу — Юлия Сачкова.

### Смешанные единоборства
В 2010 году израильская спортсменка Шани Замор выиграла Кубок единства по панкратиону.

## Лёгкая атлетика
Лёгкая атлетика в Израиле не входит в число наиболее популярных видов спорта. Единичные успехи израильских легкоатлетов резко выделяются на фоне отсутствия массового легкоатлетического движения. Характерным является тот факт, что национальный рекорд в беге на 100 метров, установленный Эстер Рот-Шахаморов на Олимпиаде 1972 года в Мюнхене (11,45 секунды), до сих пор остаётся непобитым (улучшение результата на три сотых секунды, достигнутое в 2014 году Ольгой Ленски, не было засчитано в связи с неявкой на допинг-пробу). Рот-Шахаморов — пятикратная чемпионка Азиатских игр 1970 и 1974 года в беге на короткие дистанции и единственная израильская легкоатлетка, выступавшая в олимпийском финале в беговой дисциплине (Монреаль-1976, шестое место в беге на 100 метров с барьерами). В 1999 году Рот-Шахаморов была удостоена Премии Израиля в области физкультуры и спорта; она также удостоена Олимпийского ордена.
В последние десятилетия успехов в международных легкоатлетических соревнованиях добиваются в основном легкоатлеты-репатрианты. В марафоне на двух Олимпиадах и трёх чемпионатах мира Израиль представлял Хайле Сатаин, репатриировавшийся из Эфиопии в 1991 году. Евгений (Дани) Краснов и Константин Матусевич выступали в финалах мировых первенств и Олимпийских игр в прыжках с шестом и прыжках в высоту (Матусевич завершил выступления на Олимпиаде 2000 года в Сиднее на пятом месте). Но наибольших успехов добился репатриант из Иркутска Алекс Авербух. Авербух — двукратный призёр легкоатлетических чемпионатов мира в прыжках с шестом и трёхкратный чемпион Европы (2000, Гент — в залах, 2002, Мюнхен, и 2006, Гётеборг) в этой дисциплине. С уходом Авербуха из спорта после Маккабиады 2009 года израильская лёгкая атлетика надолго осталась без спортсменов мирового класса. Определённые надежды возлагались на прыгунов в высоту Ники Палли, двукратного призёра юниорских чемпионатов мира, и Дмитрия Кройтера, победителя юношеского чемпионата мира 2009 года и юношеских Олимпийских игр 2010 года, а также репатрианта из Харькова Дмитрия Глущенко, финалиста европейского первенства 2005 года в залах на дистанции 200 метров. Но следующую медаль на соревнованиях высшего уровня Израиль получил только в начале 2015 года, когда уроженка Украины Анна Князева-Миненко стала третьей в тройном прыжке на чемпионате Европы в помещениях; летом того же года Князева стала серебряным призёром чемпионата мира.
Одним из массовых легкоатлетических соревнований, проводимых в Израиле, является «Марафон Киннерета», ежегодно привлекающий тысячи участников. Проводятся марафонские и полумарафонские забеги в Тель-Авиве, Бейт-Шеане и Эйн-Геди, а также 12-километровый международный кросс вокруг горы Тавор.

## Тяжёлая атлетикаипауэрлифтинг

### Тяжёлая атлетика
Среди тяжелоатлетов Израиля наиболее известны Давид Бергер, Йосеф Романо и Зеэв Фридман, убитые в результате теракта на Мюнхенской Олимпиаде. Однако в истории израильской тяжёлой атлетики, помимо этой трагической страницы, есть и ряд спортивных достижений. Так, в 1992 году серебряным призёром чемпионата Европы в тяжёлом весе стал выходец из СССР Юрий Дандик, в том же году третье место в среднем весе занял Олег Садыков, а в 1996 году Вячеслав Ивановский взял «бронзу» в полутяжёлом весе (Ивановский позже уехал из Израиля и стал чемпионом Европы 1998 года под флагом России). Ещё две европейских бронзовых медали были завоёваны в 1974 году. Однако ни на чемпионатах мира, ни на Олимпийских играх израильтяне медалей не завоёвывали; лучшими результатами на Олимпиадах были пятое место Эдуарда Вайца и шестое — Андрея Денисова (оба на Олимпиаде 1976 года в Монреале).

### Пауэрлифтинг
Если в тяжёлой атлетике успехи израильских спортсменов редки, то пауэрлифтеры достойно выступают на международных соревнованиях самого высокого уровня. В мае 2009 года на чемпионате Европы по пауэрлифтингу (версия GPC) четверо израильских спортсменов получили восемь медалей, в том числе шесть золотых. При этом израильтяне установили несколько мировых и европейских рекордов. Ирина Шехтер, выступившая в весовой категории до 67,5 килограммов, на чемпионате Европы 2009 года по сумме троеборья показала результат 420 кг и завоевала «золото», а в жиме лёжа — «бронзу». Её тренер Валерий Томилов с результатом 205 кг стал в своей категории чемпионом Европы по жиму, а в троеборье завоевал «серебро».
В ноябре 2009 года на чемпионате мира в активе израильской команды 6 золотых и 2 серебряных медали по жиму, 3 золотых и 1 бронзовая по пауэрлифтингу. Чемпионка мира 2009 года Ирина Шехтер установила новый европейский рекорд по жиму лёжа в категории до 60 килограммов.
На чемпионате севера Израиля по жиму 15 мая 2010 года Ирахмиэль Эренштейн (1933 года рождения) установил новый мировой рекорд в ветеранской (75-79 лет) категории до 82,5 кг по версии Всемирного Конгресса пауэрлифтинга (WPC), на 2,5 килограмма улучшив прежний рекорд в этой категории. На чемпионатах мира 2011 года по версиям GPC и WPC 19 израильтян завоевали более 20 золотых медалей и установили пять мировых рекордов (в том числе два на счету Ирины Шехтер). Израиль представляли спортсмены в возрасте от 8 до 75 лет.

## Гимнастика
Израильская гимнастика совершила качественный скачок в развитии к середине первого десятилетия XXI века, когда израильские представительницы в художественной гимнастике, в большинстве своём репатриантки из бывших советских республик, стали занимать места недалеко от пьедестала на чемпионатах мира и Олимпийских играх. На чемпионате Европы 2009 года в Баку сборная Израиля стала четвёртой в многоборье. В индивидуальных соревнованиях первые призовые места на «взрослом» уровне завоевала в ноябре 2009 года на турнире Гран-При в Берлине Ирина Рисензон, а в 2011 году Нета Ривкин стала призёром сначала европейского, а затем и мирового индивидуального первенства. Сборная Израиля занимает призовые места на этапах Кубка мира, начиная с соревнований 2010 года в Дебрецене, где она стала третьей в упражнениях с обручами, а в чемпионатах Европы ей удалось подняться на пьедестал в 2014 году, завоевав бронзовые медали в многоборье. В 2019 году израильтянки удостоились бронзовых командных медалей и на чемпионате мира. Этому способствовал индивидуальный успех лидера сборной Линой Ашрам, завоевавшей индивидуальные медали в многоборье и во всех четырёх отдельных видах. В общей сложности с 2017 по 2019 год на чемпионатах мира Ашрам поднималась на пьедестал 12 раз, а в 2020 году в отсутствие участниц из России стала чемпионкой Европы в многоборье как в индивидуальном, так и в групповом многоборье. На Олимпийских играх в Токио израильтянка в финале многоборья победила соперниц из России и Беларуси, завоевав чемпионское звание. После этого она объявила о завершении карьеры, но на чемпионате Европы 2022 года (проходившем в Израиле в отсутствие представительниц России и Беларуси) в многоборье снова победила израильтянка — Дарья Атаманов. Хозяйки турнира завоевали золотые медали и в групповом многоборье.
В Холоне ежегодно проходит один из этапов европейского Гран-при по художественной гимнастике; там же в 2016 году прошёл чемпионат Европы по этому виду спорта, на котором хозяйки соревнований завоевали три медали в групповых упражнениях, в том числе одну золотую.
В спортивной гимнастике из представителей Израиля долгое время только репатриант из Узбекистана Александр Шатилов показывал стабильно высокие результаты на международном уровне. Шатилов, специализирующийся в вольных упражнениях, неоднократно становился призёром международных соревнований именно в этой дисциплине; в том числе он стал победителем этапа Кубка мира 2008 года в Глазго, опередив чемпиона мира Диегу Иполиту. В том же году на Олимпиаде Шатилов попал в финал в вольных упражнениях и занял в итоге восьмое место. На чемпионате Европы 2009 года Шатилов занял восьмое место в многоборье и завоевал первую в истории Израиля медаль гимнастических первенств Европы — «бронзу» в вольных упражнениях, а спустя полгода завоевал медаль этого же достоинства и на чемпионате мира, став также первым израильским призёром мировых первенств по гимнастике. В 2010 году Шатилов завоевал золотую медаль в вольных упражнениях на Кубке мира, проходившем в Глазго, на чемпионате Европы 2011 года стал серебряным призёром и, наконец, на чемпионате Европы 2013 года впервые в карьере стал чемпионом континента.
В 2009 году ещё одна спортивная гимнастка из Израиля, новая репатриантка Валерия Максюта, начала показывать стабильно высокие результаты на этапах Кубка мира, регулярно попадая в финал в одном или двух упражнениях, а на чемпионате Европы-2011 вошла в число финалистов и в многоборье. В 2017 году серебряную медаль чемпионата мира в вольных упражнениях завоевал представляющий Израиль Артём Долгопят. После этого он два года подряд становился серебряным призёром европейских первенств, а в 2019 году повторил результат двухгодичной давности на чемпионате мира. В 2020 году он впервые в карьере стал чемпионом Европы в вольных упражнениях. Наконец, на Олимпийских играх в Токио Долгопят также завоевал первое место в вольных упражнениях и принёс Израилю вторую золотую медаль за всё время участия страны в Олимпиадах. В 2022 году он повторил чемпионский успех двухлетней давности на европейском первенстве, а год спустя впервые в карьере стал чемпионом мира в вольных упражнениях.

## Стрельба
Израильские стрелки с начала 90-х годов двадцатого века регулярно добиваются заметных успехов в международных соревнованиях. В первой половине 90-х годов удачно выступали на чемпионатах мира Борис Поляк (пневматическая винтовка, чемпион мира и Европы 1994 года) и Алекс Трипольский (пневматический пистолет, вице-чемпион мира 1995 года). В настоящее время среди ведущих представителей Израиля в стрельбе — Алекс Данилов, призёр чемпионата мира 2002 года в стрельбе из стандартного пистолета на дистанции 25 метров и чемпион Европы 1999 и 2000 года в стрельбе из пневматического пистолета на дистанции 10 метров, и Гай Ста́рик, чемпион Европы 2005 года в стрельбе из винтовки, многократный победитель этапов Кубка мира, участник четырёх Олимпиад и один из обладателей мирового рекорда в стрельбе лёжа на дистанции 50 метров. Среди победителей этапов Кубка мира в последние годы также Даниэль Рут (малокалиберная винтовка, 2005), Гиль Симкович (малокалиберная винтовка, 2007) и Сергей Рихтер (пневматическая винтовка, 2009).

## Зимние виды спорта

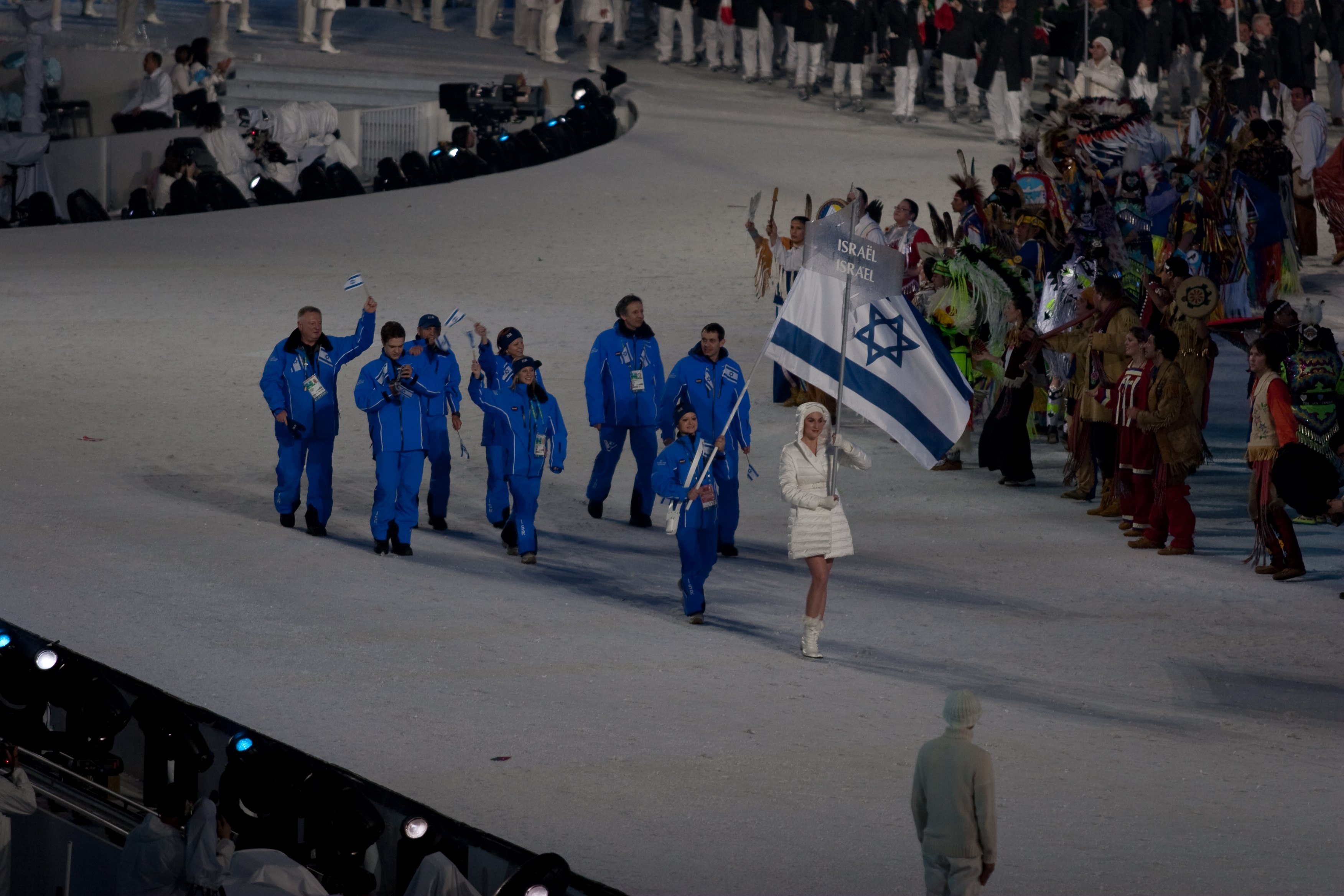
Израильская делегация на открытии зимней Олимпиады в Ванкувере

Израильский климат не позволяет зимним видам спорта развиваться в этой стране. Несмотря на существование горнолыжного курорта на горе Хермон, среди участников крупных турниров по горнолыжным видам спорта израильтян практически нет, и то же относится к лыжным гонкам, прыжкам с трамплина, санному спорту и биатлону. Несколько лучше положение в тех видах спорта, соревнования по которым проходят в закрытых помещениях. С конца 80-х годов двадцатого века в Израиле набирает популярность хоккей; во взрослых командах играют в основном выходцы из стран бывшего СССР и Северной Америки, но в юношеских командах постоянно растет процент уроженцев Израиля. Израильская ассоциация хоккея и фигурного катания образовалась в 1988 году. Позднее в 1994 году образовались самостоятельные федерации: Федерация фигурного катания Израиля и Федерация хоккея Израиля. Сборная Израиля по хоккею с шайбой, как правило, выступает во Втором дивизионе чемпионатов мира по хоккею. Наибольшей её удачей был выход в 2005 году в Первый дивизион, где она продержалась только один год, а самым плохим результатом — вылет в 2010 году в Третий дивизион. В 2007 году в Метуле прошёл первый Всемирный еврейский хоккейный турнир; второй такой турнир прошёл в 2009 году.
Игры национального первенства проходят в Метуле, где долгое время действовал единственный в стране каток олимпийского образца (в марте 2013 года в городе Холон открылся второй ледовый дворец «Айс Пикс»). В Израильской хоккейной лиге в сезоне 2012/2013 15 команд были разделены на Высшую и Национальную лиги; в Высшей лиге играли 7 команд из шести городов — Метулы, Бат-Яма, Кфар-Савы, Хайфы, Маалота и Ришон-ле-Циона. География и количество команд, играющих в хоккей с шайбой, расширились с добавлением команд, играющих в инлайн-хоккей, и с сезона 2017/2018 чемпионат Израиля стал проходить в трёх лигах: высшей лиге — 10 команд из 9 городов, лиге леумит (национальная) — 8 команд и лиге арцит — 11 команд.

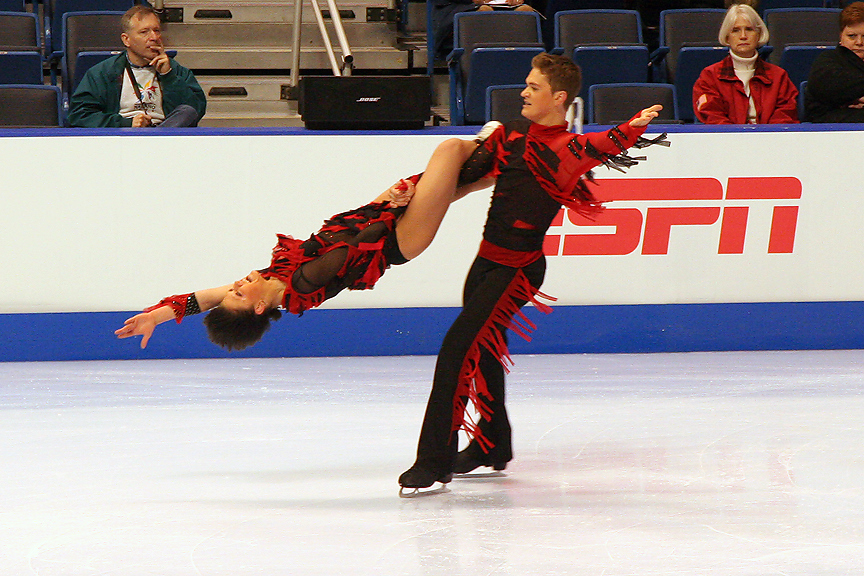
Александра и Роман Зарецкие

Лучше всего обстоят дела с фигурным катанием, в котором также ведущие роли играют выходцы из СССР и Северной Америки. Израильская федерация фигурного катания принята в Международный союз конькобежцев только в 1993 году, а на Олимпиаде 1994 года в Лиллехаммере Израиль был представлен бывшим одесситом Михаилом Шмеркиным. Впоследствии на трёх зимних Олимпиадах подряд Израиль был представлен в танцах на льду парой Галит Хайт—Сергей Сахновский (лучший результат — 6 место на играх в Солт-Лейк-сити). В том же 2002 году пара единственный раз в истории израильского фигурного катания завоевала бронзовые медали чемпионата мира. Хайт и Сахновский также многократно становились призёрами этапов Гран-при по фигурному катанию: Skate America, Skate Canada, Cup of Russia, Cup of China, Bofrost Cup, NHK Trophy. Другая израильская танцевальная пара, Александра и Роман Зарецкие, также участвовавшая в Олимпиаде в Турине, победила на зимней Универсиаде 2009 года в Харбине, а через год на Олимпиаде в Ванкувере замкнула десятку сильнейших. Тренером Зарецких после своего ухода из соревнований стала Галит Хайт, готовившая их в том числе и к ванкуверской Олимпиаде. Зарецкие завершили выступления после сезона 2009/10 годов в связи с отсутствием финансовой поддержки со стороны Израильской федерации фигурного катания и объявили о намерении начать тренерскую карьеру. Спортсмены, представляющие Израиль в фигурном катании, в основном живут и тренируются в США. В самом Израиле фигурное катание почти не развивается из-за отсутствия катков.

## Израиль в Олимпийском движении
Израиль принимает участие в Олимпийских играх начиная с 1952 года. На Олимпиаде в Хельсинки Израиль был представлен 25 спортсменами в 5 видах спорта, в том числе 12 игроками баскетбольной сборной. Самым большим в истории стало представительство Израиля на Играх 2020 года в Токио — 89 спортсменов, в том числе сборная по бейсболу.
На летних Олимпийских играх 1972 года в Мюнхене боевики организации ФАТХ убили двоих представителей израильской делегации, захватили в заложники ещё 9 израильских спортсменов и потребовали освобождения сотен членов Организации освобождения Палестины и ряда восточноевропейских террористов из израильских тюрем. В результате неудачной операции по освобождению заложников все они были убиты. Погиб также один полицейский, принимавший участие в операции. Несмотря на предложения о прекращении Игр, по настоянию президента МОК Брендеджа было принято решение продолжить их после однодневного перерыва.
Первые медали израильская команда завоевала лишь через сорок лет после начала участия в Олимпийских играх, на Играх 1992 года в Барселоне. С тех пор, за исключением 2012 года, израильтяне попадают в число олимпийских призёров на каждых Играх; было завоёвано 4 золотых медали и 20 медалей в общей сложности, из них 9 в дзюдо, 5 в парусном спорте и 4 в гимнастике. Больше одной медали на счету виндсёрфера Галя Фридмана (золото и бронза) и гимнаста Артёма Долгопята (золото и серебро), а также дзюдоистов Инбар Ланир, Петера Пальчика и Раз Гершко, каждый из которых завоевал одну индивидуальную и одну командную (в составе смешанной сборной 2020 года) медаль.

### Израильтяне — призёры Олимпийских игр
| Медаль  | Спортсмен       | Олимпиада             | Вид спорта                | Категория                 |
| ------- | --------------- | --------------------- | ------------------------- | ------------------------- |
| Серебро | Яэль Арад       | 1992 — Барселона      | Дзюдо                     | До 61 кг (женщины)        |
| Бронза  | Орен Смаджа     | 1992 — Барселона      | Дзюдо                     | До 71 кг (мужчины)        |
| Бронза  | Галь Фридман    | 1996 — Атланта        | Парусный спорт            | Парусная доска «Мистраль» |
| Бронза  | Михаил Калганов | 2000 — Сидней         | Гребля на байдарках       | Байдарка-одиночка, 500м   |
| Золото  | Галь Фридман    | 2004 — Афины          | Парусный спорт            | Парусная доска «Мистраль» |
| Бронза  | Ариэль Зееви    | 2004 — Афины          | Дзюдо                     | До 100 кг (мужчины)       |
| Бронза  | Шахар Цубери    | 2008 — Пекин          | Парусный спорт            | Парусная доска RS:X       |
| Бронза  | Ярден Джерби    | 2016 — Рио-де-Жанейро | Дзюдо                     | До 63 кг (женщины)        |
| Бронза  | Ор Сассон       | 2016 — Рио-де-Жанейро | Дзюдо                     | Свыше 100 кг (мужчины)    |
| Золото  | Линой Ашрам     | 2020 — Токио          | Художественная гимнастика | Личное многоборье         |
| Золото  | Артём Долгопят  | 2020 — Токио          | Спортивная гимнастика     | Вольные упражнения        |
| Бронза  | Авишаг Семберг  | 2020 — Токио          | Тхэквондо                 | До 49 кг (женщины)        |
| Бронза  | Сборная Израиля | 2020 — Токио          | Дзюдо                     | Смешанная команда         |
| Золото  | Том Реувени     | 2024 — Париж          | Парусный спорт            | Парусная доска IQFoil     |
| Серебро | Раз Гершко      | 2024 — Париж          | Дзюдо                     | Свыше 78 кг (женщины)     |
| Серебро | Артём Долгопят  | 2024 — Париж          | Спортивная гимнастика     | Вольные упражнения        |
| Серебро | Шарон Кантор    | 2024 — Париж          | Парусный спорт            | Парусная доска IQFoil     |
| Серебро | Инбар Ланир     | 2024 — Париж          | Дзюдо                     | До 78 кг (женщины)        |
| Серебро | Сборная Израиля | 2024 — Париж          | Художественная гимнастика | Групповое многоборье      |
| Бронза  | Петер Пальчик   | 2024 — Париж          | Дзюдо                     | До 100 кг (мужчины)       |

### Маккабиады и региональные Игры
С 1932 года, а с 1953 года регулярно, раз в четыре года, в Израиле проводятся Маккабианские игры, в которых в настоящее время участвуют как еврейские спортсмены всего мира, так и граждане Израиля нееврейского происхождения. Участниками Маккабиад были такие спортсмены, как Марк Спитц, Ленни Крайзельбург, Джейсон Лезак, Вадим Гутцайт, Николас Массу, Агнеш Келети, Валерий Беленький, Юдит Полгар и многие другие чемпионы мира и Олимпийских игр. Маккабианские игры — одно из семи мировых соревнований, официально признанных Международным Олимпийским комитетом. Маккабиада 1977 года побила рекорд Ближнего Востока по числу участников (2700 спортсменов из 33 стран в 26 видах спорта), и с тех пор это число продолжало расти, так что к концу 90-х годов XX века Маккабианские игры были третьим по числу участников спортивным событием в мире после Олимпиад и Универсиад. В 2005 году в XVII Маккабиаде приняло участие свыше 7000 спортсменов из 55 стран, а на Маккабиаду 2009 года были заявлены свыше 7300 спортсменов из более чем 60 стран. В последние десятилетия, по мере того, как крупные еврейские клубы за рубежом переносят акцент со спорта достижений на массовое участие членов еврейских общин в спортивном досуге, на Маккабиадах возрастает число участников в традиционно любительских видах спорта, таких, как бадминтон, боулинг, крикет, сквош и бридж.
Израильские спортсмены приняли участие в пяти Азиатских играх, с 1954 по 1974 год, с перерывом в 1962 году, когда команды Израиля и Китайской Республики (Тайваня) решением страны-организатора, Индонезии, несмотря на возражения МОК и ряда международных спортивных федераций, не были допущены к участию в играх. Несмотря на отдельные успехи индивидуальных спортсменов, таких, как Эстер Рот-Шахаморова, и команд в игровых видах спорта (выигрыш баскетбольного турнира в 1974 году), Израиль ни разу не входил в число лидеров в общекомандном зачёте. После 1974 года участие Израиля в Азиатских играх торпедировалось арабскими странами-участницами. Под давлением арабских стран Израиль с момента своего возникновения также был исключён из числа стран-участниц Средиземноморских игр.

### Паралимпиады и Универсиады
Израильские спортсмены-инвалиды принимают активное участие в Паралимпийских играх. Третьи летние Паралимпийские игры прошли в 1968 году в Тель-Авиве. На этой Паралимпиаде израильская сборная вошла в тройку сильнейших в общекомандном зачете; этот успех она повторила и на Паралимпийских играх 1976 года в Торонто. В общей сложности за 13 летних Паралимпиад израильские спортсмены-инвалиды завоевали 358 медалей (четырнадцатый результат в общекомандном зачете).
Члены созданного в 1953 году студенческого спортобщества АСА регулярно, начиная с 1954 года, принимают участие в Универсиадах.